# バレーボール第8回Vリーグ
バレーボール第8回Vリーグ（ばれーぼーるだい8かいぶいりーぐ）は、2001年12月8日から2002年3月17日にかけて行われたVリーグの大会である。

## 概要

### 日程
- 男子:2001年12月14日 - 2002年3月17日
- 女子:2001年12月8日 - 2002年3月10日

### 試合方法
2回戦総当たりのレギュラーラウンドを行う。通算成績の上位4チームが変則リーグ戦を戦い、上位2チームが優勝決定戦を行う。

### 変更点
- 女子の外国人選手枠が復活し、1名が出場可能となった。
- 女子前回6位の日立ベルフィーユが休部となったため、今期は9チームで争うことになった。

## 男子

### 参加チーム
| 前回順位 | チーム名                         | 備考 |
| -------- | -------------------------------- | ---- |
| 1        | サントリーサンバーズ             |      |
| 2        | JTサンダーズ                     |      |
| 3        | 東レ・アローズ                   |      |
| 4        | NECブルーロケッツ                |      |
| 5        | 堺ブレイザーズ                   |      |
| 6        | 松下電器パナソニック・パンサーズ |      |
| 7        | 旭化成スパーキッズ               |      |
| 8        | 富士フイルム・プラネッツ         |      |
| 9        | 日立国分トルメンタ               |      |
| 10       | NTT西日本レグルス                |      |

### 1Leg

#### 12月14日
| #101 | 2001年12月14日 19:05 |                           |                                               |                      |                                                        |
| #101 | 2001年12月14日 19:05 | NECブルーロケッツ （1敗） | 2 - 3 (18-25) (25-18) (29-31) (25-23) (11-15) | JTサンダーズ （1勝） | 東京体育館 観客数: 3,952人 主審: 小柴滋 副審: 山田道人 |
| #101 | 2001年12月14日 19:05 |                           |                                               |                      | 東京体育館 観客数: 3,952人 主審: 小柴滋 副審: 山田道人 |

#### 12月15日
| #102 | 2001年12月15日 14:05 |                         |                       |                        |                                                        |
| #102 | 2001年12月15日 14:05 | JTサンダーズ （1勝1敗） | 0 - 3 (20-25) (23-25) | 東レ・アローズ （1勝） | 東京体育館 観客数: 4,500人 主審: 富田満 副審: 山田道人 |
| #102 | 2001年12月15日 14:05 |                         |                       |                        | 東京体育館 観客数: 4,500人 主審: 富田満 副審: 山田道人 |

| #103 | 2001年12月15日 15:56 |                           |                                       |                                  |                                                        |
| #103 | 2001年12月15日 15:56 | NECブルーロケッツ （2敗） | 1 - 3 (25-23) (25-27) (18-25) (16-25) | 富士フイルム・プラネッツ （1勝） | 東京体育館 観客数: 5,364人 主審: 小柴滋 副審: 田中昭彦 |
| #103 | 2001年12月15日 15:56 |                           |                                       |                                  | 東京体育館 観客数: 5,364人 主審: 小柴滋 副審: 田中昭彦 |

| #104 | 2001年12月15日 14:00 |                            |                                       |                                          |                                                                    |
| #104 | 2001年12月15日 14:00 | 旭化成スパーキッズ （1勝） | 3 - 1 (20-25) (25-22) (25-19) (25-21) | 松下電器パナソニック・パンサーズ （1敗） | 宮古市民総合体育館 観客数: 2,085人 主審: 佐々木克之 副審: 菊地博美 |
| #104 | 2001年12月15日 14:00 |                            |                                       |                                          | 宮古市民総合体育館 観客数: 2,085人 主審: 佐々木克之 副審: 菊地博美 |

| #105 | 2001年12月15日 16:15 |                        |                               |                            |                                                                  |
| #105 | 2001年12月15日 16:15 | 堺ブレイザーズ （1勝） | 3 - 0 (25-15) (25-18) (25-20) | 日立国分トルメンタ （1敗） | 宮古市民総合体育館 観客数: 2,085人 主審: 村上成司 副審: 小林朝実 |
| #105 | 2001年12月15日 16:15 |                        |                               |                            | 宮古市民総合体育館 観客数: 2,085人 主審: 村上成司 副審: 小林朝実 |

#### 12月16日
| #106 | 2001年12月16日 13:00 |                                  |                                               |                         |                                                        |
| #106 | 2001年12月16日 13:00 | 富士フイルム・プラネッツ （2勝） | 3 - 2 (25-12) (22-25) (21-25) (25-23) (17-15) | JTサンダーズ （1勝2敗） | 東京体育館 観客数: 6,200人 主審: 小柴滋 副審: 山田道人 |
| #106 | 2001年12月16日 13:00 |                                  |                                               |                         | 東京体育館 観客数: 6,200人 主審: 小柴滋 副審: 山田道人 |

| #107 | 2001年12月16日 15:36 |                              |                               |                           |                                                        |
| #107 | 2001年12月16日 15:36 | NECブルーロケッツ （1勝2敗） | 3 - 0 (25-23) (25-19) (25-23) | 東レ・アローズ （1勝1敗） | 東京体育館 観客数: 6,621人 主審: 富田満 副審: 田中昭彦 |
| #107 | 2001年12月16日 15:36 |                              |                               |                           | 東京体育館 観客数: 6,621人 主審: 富田満 副審: 田中昭彦 |

| #108 | 2001年12月16日 13:00 |                                |                                               |                                          |                                                              |
| #108 | 2001年12月16日 13:00 | サントリー・サンバーズ （1勝） | 3 - 2 (25-19) (24-26) (23-25) (25-23) (15-12) | 松下電器パナソニック・パンサーズ （2敗） | 岩手県営体育館 観客数: 3,271人 主審: 小林朝実 副審: 村上成司 |
| #108 | 2001年12月16日 13:00 |                                |                                               |                                          | 岩手県営体育館 観客数: 3,271人 主審: 小林朝実 副審: 村上成司 |

| #109 | 2001年12月16日 15:40 |                        |                                       |                               |                                                                |
| #109 | 2001年12月16日 15:40 | 堺ブレイザーズ （2勝） | 3 - 1 (18-25) (25-20) (25-21) (25-19) | 旭化成スパーキッズ （1勝1敗） | 岩手県営体育館 観客数: 3,271人 主審: 佐々木克之 副審: 菊地博美 |
| #109 | 2001年12月16日 15:40 |                        |                                       |                               | 岩手県営体育館 観客数: 3,271人 主審: 佐々木克之 副審: 菊地博美 |

#### 12月23日
| #110 | 2001年12月23日 13:05 |                                     |                                       |                                |                                                                        |
| #110 | 2001年12月23日 13:05 | 富士フイルム・プラネッツ （2勝1敗） | 1 - 3 (28-26) (20-25) (22-25) (21-25) | サントリー・サンバーズ （2勝） | 愛媛県総合運動公園体育館 観客数: 2,500人 主審: 石井洋壮 副審: 大澤正弘 |
| #110 | 2001年12月23日 13:05 |                                     |                                       |                                | 愛媛県総合運動公園体育館 観客数: 2,500人 主審: 石井洋壮 副審: 大澤正弘 |

| #111 | 2001年12月23日 15:30 |                           |                               |                               |                                                                      |
| #111 | 2001年12月23日 15:30 | 東レ・アローズ （2勝1敗） | 3 - 0 (26-24) (25-23) (25-17) | 旭化成スパーキッズ （1勝2敗） | 愛媛県総合運動公園体育館 観客数: 3,000人 主審: 勝又正 副審: 樋野慎平 |
| #111 | 2001年12月23日 15:30 |                           |                               |                               | 愛媛県総合運動公園体育館 観客数: 3,000人 主審: 勝又正 副審: 樋野慎平 |

| #112 | 2001年12月23日 14:00 |                           |                                       |                         |                                                              |
| #112 | 2001年12月23日 14:00 | NTT西日本レグルス （1敗） | 1 - 3 (18-25) (25-19) (23-25) (19-25) | JTサンダーズ （2勝2敗） | 宮崎市総合体育館 観客数: 2,039人 主審: 代居正巳 副審: 塚本健 |
| #112 | 2001年12月23日 14:00 |                           |                                       |                         | 宮崎市総合体育館 観客数: 2,039人 主審: 代居正巳 副審: 塚本健 |

| #113 | 2001年12月23日 16:15 |                            |                               |                              |                                                                |
| #113 | 2001年12月23日 16:15 | 日立国分トルメンタ （2敗） | 0 - 3 (23-25) (21-25) (19-25) | NECブルーロケッツ （2勝2敗） | 宮崎市総合体育館 観客数: 2,176人 主審: 中馬義郎 副審: 金丸真也 |
| #113 | 2001年12月23日 16:15 |                            |                               |                              | 宮崎市総合体育館 観客数: 2,176人 主審: 中馬義郎 副審: 金丸真也 |

#### 12月24日
| #114 | 2001年12月24日 13:00 |                                     |                               |                               |                                                                        |
| #114 | 2001年12月24日 13:00 | 富士フイルム・プラネッツ （2勝2敗） | 0 - 3 (26-28) (21-25) (22-25) | 旭化成スパーキッズ （2勝2敗） | 愛媛県総合運動公園体育館 観客数: 2,500人 主審: 石井洋壮 副審: 長井成明 |
| #114 | 2001年12月24日 13:00 |                                     |                               |                               | 愛媛県総合運動公園体育館 観客数: 2,500人 主審: 石井洋壮 副審: 長井成明 |

| #115 | 2001年12月24日 15:00 |                           |                                               |                                   |                                                                      |
| #115 | 2001年12月24日 15:00 | 東レ・アローズ （3勝1敗） | 3 - 2 (20-25) (25-20) (23-25) (26-24) (16-14) | サントリー・サンバーズ （2勝1敗） | 愛媛県総合運動公園体育館 観客数: 2,500人 主審: 勝又正 副審: 大澤正弘 |
| #115 | 2001年12月24日 15:00 |                           |                                               |                                   | 愛媛県総合運動公園体育館 観客数: 2,500人 主審: 勝又正 副審: 大澤正弘 |

| #116 | 2001年12月24日 13:00 |                         |                       |                            |                                                              |
| #116 | 2001年12月24日 13:00 | JTサンダーズ （3勝2敗） | 3 - 0 (25-18) (25-15) | 日立国分トルメンタ （3敗） | 高鍋町総合体育館 観客数: 1,516人 主審: 塚本健 副審: 金丸真也 |
| #116 | 2001年12月24日 13:00 |                         |                       |                            | 高鍋町総合体育館 観客数: 1,516人 主審: 塚本健 副審: 金丸真也 |

| #117 | 2001年12月24日 14:50 |                           |                                       |                              |                                                                |
| #117 | 2001年12月24日 14:50 | NTT西日本レグルス （2敗） | 1 - 3 (23-25) (21-25) (25-23) (23-25) | NECブルーロケッツ （3勝2敗） | 高鍋町総合体育館 観客数: 1,669人 主審: 中馬義郎 副審: 代居正巳 |
| #117 | 2001年12月24日 14:50 |                           |                                       |                              | 高鍋町総合体育館 観客数: 1,669人 主審: 中馬義郎 副審: 代居正巳 |

#### 1月12日
| #118 | 2002年1月12日 17:16 |                           |                                               |                              |                                                              |
| #118 | 2002年1月12日 17:16 | 堺ブレイザーズ （2勝1敗） | 2 - 3 (32-30) (25-21) (27-29) (22-25) (16-18) | NECブルーロケッツ （4勝2敗） | 大阪府立体育会館 観客数: 3,000人 主審: 田野昭彦 副審: 江下毅 |
| #118 | 2002年1月12日 17:16 |                           |                                               |                              | 大阪府立体育会館 観客数: 3,000人 主審: 田野昭彦 副審: 江下毅 |

| #119 | 2002年1月12日 16:10 |                                     |                               |                                             |                                                                        |
| #119 | 2002年1月12日 16:10 | 富士フイルム・プラネッツ （2勝3敗） | 0 - 3 (19-25) (22-25) (17-25) | 松下電器パナソニック・パンサーズ （1勝2敗） | 尼崎市記念公園総合体育館 観客数: 3,200人 主審: 伊藤博之 副審: 森岡伸次 |
| #119 | 2002年1月12日 16:10 |                                     |                               |                                             | 尼崎市記念公園総合体育館 観客数: 3,200人 主審: 伊藤博之 副審: 森岡伸次 |

| #120 | 2002年1月12日 14:08 |                                   |                                       |                               |                                                                |
| #120 | 2002年1月12日 14:08 | サントリー・サンバーズ （2勝2敗） | 1 - 3 (25-22) (18-25) (19-25) (23-25) | 旭化成スパーキッズ （3勝2敗） | 苫小牧市総合体育館 観客数: 1,500人 主審: 坂出修 副審: 濱中昌志 |
| #120 | 2002年1月12日 14:08 |                                   |                                       |                               | 苫小牧市総合体育館 観客数: 1,500人 主審: 坂出修 副審: 濱中昌志 |

| #121 | 2002年1月12日 16:20 |                            |                                       |                              |                                                                  |
| #121 | 2002年1月12日 16:20 | 日立国分トルメンタ （4敗） | 1 - 3 (18-25) (25-20) (19-25) (14-25) | NTT西日本レグルス （1勝2敗） | 苫小牧市総合体育館 観客数: 1,730人 主審: 印藤智一 副審: 丸山道博 |
| #121 | 2002年1月12日 16:20 |                            |                                       |                              | 苫小牧市総合体育館 観客数: 1,730人 主審: 印藤智一 副審: 丸山道博 |

#### 1月13日
| #122 | 2002年1月13日 15:52 |                                             |                                               |                           |                                                                |
| #122 | 2002年1月13日 15:52 | 松下電器パナソニック・パンサーズ （1勝3敗） | 2 - 3 (25-23) (25-21) (24-26) (26-28) (13-15) | 東レ・アローズ （4勝1敗） | 大阪府立体育会館 観客数: 3,700人 主審: 田野敏彦 副審: 大塚春夫 |
| #122 | 2002年1月13日 15:52 |                                             |                                               |                           | 大阪府立体育会館 観客数: 3,700人 主審: 田野敏彦 副審: 大塚春夫 |

| #123 | 2002年1月13日 13:02 |                           |                                       |                                     |                                                                        |
| #123 | 2002年1月13日 13:02 | 堺ブレイザーズ （3勝1敗） | 3 - 1 (26-24) (21-25) (25-22) (25-20) | 富士フイルム・プラネッツ （2勝4敗） | 神戸市総合運動公園体育館 観客数: 3,200人 主審: 田野昭彦 副審: 森岡伸次 |
| #123 | 2002年1月13日 13:02 |                           |                                       |                                     | 神戸市総合運動公園体育館 観客数: 3,200人 主審: 田野昭彦 副審: 森岡伸次 |

| #124 | 2002年1月13日 13:08 |                            |                               |                               |                                                                |
| #124 | 2002年1月13日 13:08 | 日立国分トルメンタ （5敗） | 0 - 3 (23-25) (16-25) (23-25) | 旭化成スパーキッズ （4勝2敗） | 苫小牧市総合体育館 観客数: 1,400人 主審: 酒出修 副審: 丸山道博 |
| #124 | 2002年1月13日 13:08 |                            |                               |                               | 苫小牧市総合体育館 観客数: 1,400人 主審: 酒出修 副審: 丸山道博 |

| #125 | 2002年1月13日 14:55 |                                   |                               |                              |                                                                  |
| #125 | 2002年1月13日 14:55 | サントリー・サンバーズ （3勝2敗） | 3 - 0 (25-23) (26-24) (25-23) | NTT西日本レグルス （1勝3敗） | 苫小牧市総合体育館 観客数: 1,600人 主審: 印藤智一 副審: 濱中昌志 |
| #125 | 2002年1月13日 14:55 |                                   |                               |                              | 苫小牧市総合体育館 観客数: 1,600人 主審: 印藤智一 副審: 濱中昌志 |

#### 1月14日
| #126 | 2002年1月14日 14:00 |                           |                                               |                                     |                                                                |
| #126 | 2002年1月14日 14:00 | 東レ・アローズ （5勝1敗） | 3 - 2 (31-29) (23-25) (25-20) (22-25) (15-11) | 富士フイルム・プラネッツ （2勝5敗） | 大阪府立体育会館 観客数: 6,200人 主審: 伊藤博之 副審: 小林大樹 |
| #126 | 2002年1月14日 14:00 |                           |                                               |                                     | 大阪府立体育会館 観客数: 6,200人 主審: 伊藤博之 副審: 小林大樹 |

| #127 | 2002年1月14日 16:41 |                           |                                       |                                             |                                                              |
| #127 | 2002年1月14日 16:41 | 堺ブレイザーズ （3勝2敗） | 1 - 3 (27-29) (30-28) (23-25) (21-25) | 松下電器パナソニック・パンサーズ （2勝3敗） | 大阪府立体育会館 観客数: 8,500人 主審: 田野敏彦 副審: 江下毅 |
| #127 | 2002年1月14日 16:41 |                           |                                       |                                             | 大阪府立体育会館 観客数: 8,500人 主審: 田野敏彦 副審: 江下毅 |

| #128 | 2002年1月14日 13:00 |                                   |                               |                            |                                                                  |
| #128 | 2002年1月14日 13:00 | サントリー・サンバーズ （4勝2敗） | 3 - 0 (25-18) (25-11) (25-23) | 日立国分トルメンタ （6敗） | 苫小牧市総合体育館 観客数: 1,200人 主審: 印藤智一 副審: 濱中昌志 |
| #128 | 2002年1月14日 13:00 |                                   |                               |                            | 苫小牧市総合体育館 観客数: 1,200人 主審: 印藤智一 副審: 濱中昌志 |

| #129 | 2002年1月14日 14:45 |                              |               |                               |                                                                |
| #129 | 2002年1月14日 14:45 | NTT西日本レグルス （1勝4敗） | 0 - 3 (19-25) | 旭化成スパーキッズ （5勝2敗） | 苫小牧市総合体育館 観客数: 1,300人 主審: 酒出修 副審: 丸山道博 |
| #129 | 2002年1月14日 14:45 |                              |               |                               | 苫小牧市総合体育館 観客数: 1,300人 主審: 酒出修 副審: 丸山道博 |

#### 1月19日
| #130 | 2002年1月19日 14:05 |                                   |                                       |                           |                                                        |
| #130 | 2002年1月19日 14:05 | サントリー・サンバーズ （4勝3敗） | 1 - 3 (20-25) (25-17) (20-25) (15-25) | 堺ブレイザーズ （4勝2敗） | 東京体育館 観客数: 6,000人 主審: 富田満 副審: 山田道人 |
| #130 | 2002年1月19日 14:05 |                                   |                                       |                           | 東京体育館 観客数: 6,000人 主審: 富田満 副審: 山田道人 |

| #131 | 2002年1月19日 16:23 |                         |                       |                                             |                                                          |
| #131 | 2002年1月19日 16:23 | JTサンダーズ （4勝2敗） | 3 - 0 (25-23) (25-22) | 松下電器パナソニック・パンサーズ （2勝4敗） | 東京体育館 観客数: 6,168人 主審: 小林朝美 副審: 田中昭彦 |
| #131 | 2002年1月19日 16:23 |                         |                       |                                             | 東京体育館 観客数: 6,168人 主審: 小林朝美 副審: 田中昭彦 |

| #132 | 2002年1月19日 14:00 |                              |                                       |                                     |                                                                    |
| #132 | 2002年1月19日 14:00 | NTT西日本レグルス （1勝5敗） | 1 - 3 (22-25) (25-16) (23-25) (17-25) | 富士フイルム・プラネッツ （3勝5敗） | 草薙総合運動場体育館 観客数: 3,500人 主審: 大塚達也 副審: 浅見靖人 |
| #132 | 2002年1月19日 14:00 |                              |                                       |                                     | 草薙総合運動場体育館 観客数: 3,500人 主審: 大塚達也 副審: 浅見靖人 |

| #133 | 2002年1月19日 16:15 |                           |                                               |                            |                                                                    |
| #133 | 2002年1月19日 16:15 | 東レ・アローズ （6勝1敗） | 3 - 2 (25-19) (17-25) (25-20) (14-25) (15-13) | 日立国分トルメンタ （7敗） | 草薙総合運動場体育館 観客数: 3,700人 主審: 広田修二 副審: 加藤孝仁 |
| #133 | 2002年1月19日 16:15 |                           |                                               |                            | 草薙総合運動場体育館 観客数: 3,700人 主審: 広田修二 副審: 加藤孝仁 |

#### 1月20日
| #134 | 2002年1月20日 13:05 |                              |                               |                                             |                                                        |
| #134 | 2002年1月20日 13:05 | NECブルーロケッツ （4勝3敗） | 0 - 3 (20-25) (21-25) (30-32) | 松下電器パナソニック・パンサーズ （3勝4敗） | 東京体育館 観客数: 7,000人 主審: 小柴滋 副審: 山田道人 |
| #134 | 2002年1月20日 13:05 |                              |                               |                                             | 東京体育館 観客数: 7,000人 主審: 小柴滋 副審: 山田道人 |

| #135 | 2002年1月20日 15:10 |                           |                       |                         |                                                          |
| #135 | 2002年1月20日 15:10 | 堺ブレイザーズ （4勝3敗） | 0 - 3 (23-25) (21-25) | JTサンダーズ （5勝2敗） | 東京体育館 観客数: 7,196人 主審: 小林朝実 副審: 堀越由高 |
| #135 | 2002年1月20日 15:10 |                           |                       |                         | 東京体育館 観客数: 7,196人 主審: 小林朝実 副審: 堀越由高 |

| #136 | 2002年1月20日 13:00 |                            |                                       |                                     |                                                                              |
| #136 | 2002年1月20日 13:00 | 日立国分トルメンタ （8敗） | 1 - 3 (18-25) (22-25) (25-22) (12-25) | 富士フイルム・プラネッツ （4勝5敗） | 小笠山運動公園（静岡アリーナ） 観客数: 4,500人 主審: 広田修二 副審: 佐藤拓男 |
| #136 | 2002年1月20日 13:00 |                            |                                       |                                     | 小笠山運動公園（静岡アリーナ） 観客数: 4,500人 主審: 広田修二 副審: 佐藤拓男 |

| #137 | 2002年1月20日 15:20 |                              |                               |                           |                                                                              |
| #137 | 2002年1月20日 15:20 | NTT西日本レグルス （1勝6敗） | 0 - 3 (21-25) (18-25) (22-25) | 東レ・アローズ （7勝1敗） | 小笠山運動公園（静岡アリーナ） 観客数: 4,500人 主審: 大塚達也 副審: 浅見靖人 |
| #137 | 2002年1月20日 15:20 |                              |                               |                           | 小笠山運動公園（静岡アリーナ） 観客数: 4,500人 主審: 大塚達也 副審: 浅見靖人 |

#### 1月26日
| #138 | 2002年1月26日 14:00 |                              |                                       |                               |                                                                                        |
| #138 | 2002年1月26日 14:00 | NECブルーロケッツ （5勝3敗） | 3 - 1 (25-20) (25-19) (22-25) (25-20) | 旭化成スパーキッズ （5勝3敗） | 広島県立総合体育館（広島グリーンアリーナ） 観客数: 5,245人 主審: 塚本健 副審: 石井洋壮 |
| #138 | 2002年1月26日 14:00 |                              |                                       |                               | 広島県立総合体育館（広島グリーンアリーナ） 観客数: 5,245人 主審: 塚本健 副審: 石井洋壮 |

| #139 | 2002年1月26日 16:00 |                         |                                       |                                   |                                                                                        |
| #139 | 2002年1月26日 16:00 | JTサンダーズ （6勝2敗） | 3 - 1 (25-21) (23-25) (25-16) (25-20) | サントリー・サンバーズ （4勝4敗） | 広島県立総合体育館（広島グリーンアリーナ） 観客数: 6,700人 主審: 酒出修 副審: 冨田博一 |
| #139 | 2002年1月26日 16:00 |                         |                                       |                                   | 広島県立総合体育館（広島グリーンアリーナ） 観客数: 6,700人 主審: 酒出修 副審: 冨田博一 |

| #140 | 2002年1月26日 13:00 |                           |                                       |                           |                                                                                  |
| #140 | 2002年1月26日 13:00 | 堺ブレイザーズ （4勝4敗） | 1 - 3 (24-26) (23-25) (25-19) (20-25) | 東レ・アローズ （8勝1敗） | 岐阜メモリアルセンター（で愛ドーム） 観客数: 4,000人 主審: 小柴滋 副審: 浅見靖人 |
| #140 | 2002年1月26日 13:00 |                           |                                       |                           | 岐阜メモリアルセンター（で愛ドーム） 観客数: 4,000人 主審: 小柴滋 副審: 浅見靖人 |

| #141 | 2002年1月26日 15:25 |                              |                               |                                             |                                                                                      |
| #141 | 2002年1月26日 15:25 | NTT西日本レグルス （1勝7敗） | 0 - 3 (26-28) (20-25) (25-27) | 松下電器パナソニック・パンサーズ （4勝4敗） | 岐阜メモリアルセンター（で愛ドーム） 観客数: 4,042人 主審: 利根川忠史 副審: 高橋弘二 |
| #141 | 2002年1月26日 15:25 |                              |                               |                                             | 岐阜メモリアルセンター（で愛ドーム） 観客数: 4,042人 主審: 利根川忠史 副審: 高橋弘二 |

#### 1月27日
| #142 | 2002年1月27日 13:00 |                              |                               |                                   |                                                                                          |
| #142 | 2002年1月27日 13:00 | NECブルーロケッツ （6勝3敗） | 3 - 0 (25-23) (29-27) (25-22) | サントリー・サンバーズ （4勝5敗） | 広島県立総合体育館（広島グリーンアリーナ） 観客数: 5,465人 主審: 石井洋壮 副審: 冨田博一 |
| #142 | 2002年1月27日 13:00 |                              |                               |                                   | 広島県立総合体育館（広島グリーンアリーナ） 観客数: 5,465人 主審: 石井洋壮 副審: 冨田博一 |

| #143 | 2002年1月27日 15:03 |                         |                                               |                               |                                                                                      |
| #143 | 2002年1月27日 15:03 | JTサンダーズ （7勝2敗） | 3 - 2 (20-25) (25-21) (21-25) (25-20) (15-11) | 旭化成スパーキッズ （5勝4敗） | 広島県立総合体育館（広島グリーンアリーナ） 観客数: 6,800人 主審: 酒出修 副審: 塚本健 |
| #143 | 2002年1月27日 15:03 |                         |                                               |                               | 広島県立総合体育館（広島グリーンアリーナ） 観客数: 6,800人 主審: 酒出修 副審: 塚本健 |

| #144 | 2002年1月27日 13:00 |                                             |                                               |                            |                                                        |
| #144 | 2002年1月27日 13:00 | 松下電器パナソニック・パンサーズ （5勝4敗） | 3 - 2 (21-25) (17-25) (25-15) (25-18) (15-10) | 日立国分トルメンタ （9敗） | 津市体育館 観客数: 2,350人 主審: 小柴滋 副審: 加藤孝治 |
| #144 | 2002年1月27日 13:00 |                                             |                                               |                            | 津市体育館 観客数: 2,350人 主審: 小柴滋 副審: 加藤孝治 |

| #145 | 2002年1月27日 15:25 |                           |                                       |                              |                                                            |
| #145 | 2002年1月27日 15:25 | 堺ブレイザーズ （5勝4敗） | 3 - 1 (23-25) (25-21) (25-16) (25-14) | NTT西日本レグルス （1勝8敗） | 津市体育館 観客数: 2,350人 主審: 利根川忠史 副審: 浅見靖人 |
| #145 | 2002年1月27日 15:25 |                           |                                       |                              | 津市体育館 観客数: 2,350人 主審: 利根川忠史 副審: 浅見靖人 |

#### 1Legの結果
| 順位 | チーム名                         | 試合数 | 勝数 | 敗数 | 勝率  | 備考           |
| ---- | -------------------------------- | ------ | ---- | ---- | ----- | -------------- |
| 1    | 東レ・アローズ                   | 9      | 8    | 1    | 0.889 |                |
| 2    | JTサンダーズ                     | 9      | 7    | 2    | 0.778 |                |
| 3    | NECブルーロケッツ                | 9      | 6    | 3    | 0.667 |                |
| 4    | 旭化成スパーキッズ               | 9      | 5    | 4    | 0.556 | セット率 1.357 |
| 5    | 松下電器パナソニック・パンサーズ | 9      | 5    | 4    | 0.556 | セット率 1.333 |
| 6    | 堺ブレイザーズ                   | 9      | 5    | 4    | 0.556 | セット率 1.188 |
| 7    | サントリーサンバーズ             | 9      | 4    | 5    | 0.444 | セット率 0.944 |
| 8    | 富士フイルム・プラネッツ         | 9      | 4    | 5    | 0.444 | セット率 0.800 |
| 9    | NTT西日本レグルス                | 9      | 1    | 8    | 0.111 |                |
| 10   | 日立国分トルメンタ               | 9      | 0    | 9    | 0.000 |                |

### 2Leg

#### 2月2日
| #146 | 2002年1月27日 14:00 |                              |                                               |                                     |                                                                          |
| #146 | 2002年1月27日 14:00 | NECブルーロケッツ （7勝3敗） | 3 - 2 (20-25) (25-20) (26-28) (25-17) (19-17) | 富士フイルム・プラネッツ （4勝6敗） | 岡崎市中央総合公園総合体育館 観客数: 2,550人 主審: 廣田修二 副審: 舘健一 |
| #146 | 2002年1月27日 14:00 |                              |                                               |                                     | 岡崎市中央総合公園総合体育館 観客数: 2,550人 主審: 廣田修二 副審: 舘健一 |

| #147 | 2002年1月27日 16:45 |                           |                                       |                              |                                                                            |
| #147 | 2002年1月27日 16:45 | 堺ブレイザーズ （6勝4敗） | 3 - 1 (25-13) (23-25) (25-21) (25-18) | NTT西日本レグルス （1勝9敗） | 岡崎市中央総合公園総合体育館 観客数: 2,800人 主審: 印藤智一 副審: 浅見靖人 |
| #147 | 2002年1月27日 16:45 |                           |                                       |                              | 岡崎市中央総合公園総合体育館 観客数: 2,800人 主審: 印藤智一 副審: 浅見靖人 |

| #148 | 2002年1月27日 14:00 |                                   |                               |                             |                                                                            |
| #148 | 2002年1月27日 14:00 | サントリー・サンバーズ （5勝5敗） | 3 - 0 (25-19) (25-15) (25-21) | 日立国分トルメンタ （10敗） | 新潟市東総合スポーツセンター 観客数: 3,495人 主審: 大塚達也 副審: 高野浄志 |
| #148 | 2002年1月27日 14:00 |                                   |                               |                             | 新潟市東総合スポーツセンター 観客数: 3,495人 主審: 大塚達也 副審: 高野浄志 |

| #149 | 2002年1月27日 15:45 |                           |                               |                                             |                                                                          |
| #149 | 2002年1月27日 15:45 | 東レ・アローズ （9勝1敗） | 3 - 0 (25-23) (25-19) (25-20) | 松下電器パナソニック・パンサーズ （5勝5敗） | 新潟市東総合スポーツセンター 観客数: 3,465人 主審: 斎藤篤 副審: 三見洋子 |
| #149 | 2002年1月27日 15:45 |                           |                               |                                             | 新潟市東総合スポーツセンター 観客数: 3,465人 主審: 斎藤篤 副審: 三見洋子 |

#### 2月3日
| #150 | 2002年2月3日 13:00 |                           |                                               |                                     |                                                                                                |
| #150 | 2002年2月3日 13:00 | 堺ブレイザーズ （6勝5敗） | 2 - 3 (25-23) (25-22) (23-25) (22-25) (10-15) | 富士フイルム・プラネッツ （5勝6敗） | 小牧市スポーツ公園総合体育館（パークアリーナ小牧） 観客数: 2,500人 主審: 廣田修二 副審: 舘健一 |
| #150 | 2002年2月3日 13:00 |                           |                                               |                                     | 小牧市スポーツ公園総合体育館（パークアリーナ小牧） 観客数: 2,500人 主審: 廣田修二 副審: 舘健一 |

| #151 | 2002年2月3日 15:40 |                              |                                       |                               |                                                                                                  |
| #151 | 2002年2月3日 15:40 | NECブルーロケッツ （8勝3敗） | 3 - 1 (27-25) (23-25) (25-20) (25-22) | NTT西日本レグルス （1勝10敗） | 小牧市スポーツ公園総合体育館（パークアリーナ小牧） 観客数: 1,850人 主審: 印藤智一 副審: 浅見靖人 |
| #151 | 2002年2月3日 15:40 |                              |                                       |                               | 小牧市スポーツ公園総合体育館（パークアリーナ小牧） 観客数: 1,850人 主審: 印藤智一 副審: 浅見靖人 |

| #152 | 2002年2月3日 13:00 |                           |                              |                                   |                                                              |
| #152 | 2002年2月3日 13:00 | 東レ・アローズ （9勝2敗） | 0 - 3 (21-25) (19-25) (9-25) | サントリー・サンバーズ （6勝5敗） | 長岡市市民体育館 観客数: 3,500人 主審: 斎藤篤 副審: 三見洋子 |
| #152 | 2002年2月3日 13:00 |                           |                              |                                   | 長岡市市民体育館 観客数: 3,500人 主審: 斎藤篤 副審: 三見洋子 |

| #153 | 2002年2月3日 14:50 |                                             |                       |                             |                                                                |
| #153 | 2002年2月3日 14:50 | 松下電器パナソニック・パンサーズ （6勝5敗） | 3 - 1 (25-22) (25-18) | 日立国分トルメンタ （11敗） | 長岡市市民体育館 観客数: 3,500人 主審: 大塚達也 副審: 高野淳志 |
| #153 | 2002年2月3日 14:50 |                                             |                       |                             | 長岡市市民体育館 観客数: 3,500人 主審: 大塚達也 副審: 高野淳志 |

#### 2月9日
| #154 | 2002年2月9日 15:30 |                               |                                               |                         |                                                                |
| #154 | 2002年2月9日 15:30 | 旭化成スパーキッズ （5勝5敗） | 2 - 3 (20-25) (25-19) (25-22) (19-25) (13-15) | JTサンダーズ （8勝2敗） | 大阪府立体育会館 観客数: 4,500人 主審: 田野敏彦 副審: 田野昭彦 |
| #154 | 2002年2月9日 15:30 |                               |                                               |                         | 大阪府立体育会館 観客数: 4,500人 主審: 田野敏彦 副審: 田野昭彦 |

| #155 | 2002年2月9日 18:00 |                                             |                               |                                   |                                                                |
| #155 | 2002年2月9日 18:00 | 松下電器パナソニック・パンサーズ （6勝6敗） | 0 - 3 (19-25) (20-25) (19-25) | サントリー・サンバーズ （7勝5敗） | 大阪府立体育会館 観客数: 7,000人 主審: 伊藤博之 副審: 大塚春夫 |
| #155 | 2002年2月9日 18:00 |                                             |                               |                                   | 大阪府立体育会館 観客数: 7,000人 主審: 伊藤博之 副審: 大塚春夫 |

| #156 | 2002年2月9日 14:00 |                             |                                       |                            |                                                                    |
| #156 | 2002年2月9日 14:00 | 日立国分トルメンタ （12敗） | 1 - 3 (20-25) (25-20) (22-25) (21-25) | 東レ・アローズ （10勝2敗） | ひたちなか市総合体育館 観客数: 2,300人 主審: 山田道人 副審: 小柴滋 |
| #156 | 2002年2月9日 14:00 |                             |                                       |                            | ひたちなか市総合体育館 観客数: 2,300人 主審: 山田道人 副審: 小柴滋 |

| #157 | 2002年2月9日 16:26 |                               |                               |                                     |                                                                        |
| #157 | 2002年2月9日 16:26 | NTT西日本レグルス （1勝11敗） | 0 - 3 (25-27) (34-36) (20-25) | 富士フイルム・プラネッツ （6勝6敗） | ひたちなか市総合体育館 観客数: 2,300人 主審: 利根川忠史 副審: 大畠康弘 |
| #157 | 2002年2月9日 16:26 |                               |                               |                                     | ひたちなか市総合体育館 観客数: 2,300人 主審: 利根川忠史 副審: 大畠康弘 |

#### 2月10日
| #158 | 2002年2月10日 14:00 |                               |                               |                                   |                                                                |
| #158 | 2002年2月10日 14:00 | 旭化成スパーキッズ （5勝6敗） | 0 - 3 (21-25) (18-25) (19-25) | サントリー・サンバーズ （8勝5敗） | 大阪府立体育会館 観客数: 7,000人 主審: 伊藤博之 副審: 大塚春夫 |
| #158 | 2002年2月10日 14:00 |                               |                               |                                   | 大阪府立体育会館 観客数: 7,000人 主審: 伊藤博之 副審: 大塚春夫 |

| #159 | 2002年2月10日 15:45 |                                             |                                              |                         |                                                                |
| #159 | 2002年2月10日 15:45 | 松下電器パナソニック・パンサーズ （7勝6敗） | 3 - 2 (25-18) (24-26) (27-29) (43-41) (15-8) | JTサンダーズ （8勝3敗） | 大阪府立体育会館 観客数: 7,800人 主審: 田野昭彦 副審: 田野敏彦 |
| #159 | 2002年2月10日 15:45 |                                             |                                              |                         | 大阪府立体育会館 観客数: 7,800人 主審: 田野昭彦 副審: 田野敏彦 |

| #160 | 2002年2月10日 13:00 |                            |                               |                                     |                                                                |
| #160 | 2002年2月10日 13:00 | 東レ・アローズ （11勝2敗） | 3 - 1 (17-25) (25-18) (25-21) | 富士フイルム・プラネッツ （6勝7敗） | 栃木県立県南体育館 観客数: 1,500人 主審: 小柴滋 副審: 山田道人 |
| #160 | 2002年2月10日 13:00 |                            |                               |                                     | 栃木県立県南体育館 観客数: 1,500人 主審: 小柴滋 副審: 山田道人 |

| #161 | 2002年2月10日 15:20 |                               |                                               |                             |                                                                |
| #161 | 2002年2月10日 15:20 | NTT西日本レグルス （2勝11敗） | 3 - 2 (22-25) (25-22) (25-17) (20-25) (17-15) | 日立国分トルメンタ （13敗） | 栃木県立県南体育館 観客数: 1,600人 主審: 勝又正 副審: 河原真則 |
| #161 | 2002年2月10日 15:20 |                               |                                               |                             | 栃木県立県南体育館 観客数: 1,600人 主審: 勝又正 副審: 河原真則 |

#### 2月11日
| #162 | 2002年2月11日 14:00 |                               |                                               |                                             |                                                                |
| #162 | 2002年2月11日 14:00 | 旭化成スパーキッズ （5勝7敗） | 2 - 3 (25-22) (25-21) (22-25) (19-25) (13-15) | 松下電器パナソニック・パンサーズ （8勝6敗） | 大阪府立体育会館 観客数: 8,000人 主審: 田野昭彦 副審: 田野敏彦 |
| #162 | 2002年2月11日 14:00 |                               |                                               |                                             | 大阪府立体育会館 観客数: 8,000人 主審: 田野昭彦 副審: 田野敏彦 |

| #163 | 2002年2月11日 16:35 |                                   |                                       |                         |                                                              |
| #163 | 2002年2月11日 16:35 | サントリー・サンバーズ （9勝5敗） | 3 - 1 (23-25) (25-23) (25-20) (32-30) | JTサンダーズ （8勝4敗） | 大阪府立体育会館 観客数: 8,000人 主審: 伊藤博之 副審: 江下毅 |
| #163 | 2002年2月11日 16:35 |                                   |                                       |                         | 大阪府立体育会館 観客数: 8,000人 主審: 伊藤博之 副審: 江下毅 |

| #164 | 2002年2月11日 13:00 |                            |                               |                               |                                                                                      |
| #164 | 2002年2月11日 13:00 | 東レ・アローズ （12勝2敗） | 3 - 0 (25-18) (25-23) (25-22) | NTT西日本レグルス （2勝12敗） | 鹿沼総合体育館（フォレストアリーナ） 観客数: 1,852人 主審: 利根川忠史 副審: 河井正男 |
| #164 | 2002年2月11日 13:00 |                            |                               |                               | 鹿沼総合体育館（フォレストアリーナ） 観客数: 1,852人 主審: 利根川忠史 副審: 河井正男 |

| #165 | 2002年2月11日 14:50 |                             |                               |                                     |                                                                                  |
| #165 | 2002年2月11日 14:50 | 日立国分トルメンタ （14敗） | 0 - 3 (22-25) (28-30) (23-25) | 富士フイルム・プラネッツ （7勝7敗） | 鹿沼総合体育館（フォレストアリーナ） 観客数: 1,852人 主審: 山田道人 副審: 小柴滋 |
| #165 | 2002年2月11日 14:50 |                             |                               |                                     | 鹿沼総合体育館（フォレストアリーナ） 観客数: 1,852人 主審: 山田道人 副審: 小柴滋 |

#### 2月16日
| #166 | 2002年2月16日 14:00 |                               |                                       |                                    |                                                                            |
| #166 | 2002年2月16日 14:00 | NTT西日本レグルス （2勝13敗） | 1 - 3 (23-25) (21-25) (25-22) (19-25) | サントリー・サンバーズ （10勝5敗） | 南足柄市体育センター総合体育館 観客数: 1,700人 主審: 勝又正 副審: 土佐和樹 |
| #166 | 2002年2月16日 14:00 |                               |                                       |                                    | 南足柄市体育センター総合体育館 観客数: 1,700人 主審: 勝又正 副審: 土佐和樹 |

| #167 | 2002年2月16日 16:05 |                                             |                                       |                                     |                                                                            |
| #167 | 2002年2月16日 16:05 | 松下電器パナソニック・パンサーズ （8勝7敗） | 1 - 3 (22-25) (28-30) (25-18) (23-25) | 富士フイルム・プラネッツ （8勝7敗） | 南足柄市体育センター総合体育館 観客数: 1,800人 主審: 橘田昇 副審: 田代英明 |
| #167 | 2002年2月16日 16:05 |                                             |                                       |                                     | 南足柄市体育センター総合体育館 観客数: 1,800人 主審: 橘田昇 副審: 田代英明 |

| #168 | 2002年2月16日 14:00 |                              |                                       |                               |                                                                |
| #168 | 2002年2月16日 14:00 | NECブルーロケッツ （9勝3敗） | 3 - 1 (25-23) (14-25) (25-19) (25-22) | 旭化成スパーキッズ （5勝8敗） | 光市総合体育館 観客数: 2,300人 主審: 石井洋壮 副審: 松本富士雄 |
| #168 | 2002年2月16日 14:00 |                              |                                       |                               | 光市総合体育館 観客数: 2,300人 主審: 石井洋壮 副審: 松本富士雄 |

| #169 | 2002年2月16日 16:20 |                           |                                       |                         |                                                            |
| #169 | 2002年2月16日 16:20 | 堺ブレイザーズ （7勝5敗） | 3 - 1 (20-25) (25-22) (25-20) (25-19) | JTサンダーズ （8勝5敗） | 光市総合体育館 観客数: 2,400人 主審: 塚本健 副審: 田野昭彦 |
| #169 | 2002年2月16日 16:20 |                           |                                       |                         | 光市総合体育館 観客数: 2,400人 主審: 塚本健 副審: 田野昭彦 |

#### 2月17日
| #170 | 2002年2月17日 13:00 |                                             |                               |                               |                                                                          |
| #170 | 2002年2月17日 13:00 | 松下電器パナソニック・パンサーズ （9勝7敗） | 3 - 0 (25-21) (25-18) (25-21) | NTT西日本レグルス （2勝14敗） | 大和スポーツセンター体育会館 観客数: 1,300人 主審: 勝又正 副審: 土佐和樹 |
| #170 | 2002年2月17日 13:00 |                                             |                               |                               | 大和スポーツセンター体育会館 観客数: 1,300人 主審: 勝又正 副審: 土佐和樹 |

| #171 | 2002年2月17日 14:47 |                                     |                               |                                    |                                                                          |
| #171 | 2002年2月17日 14:47 | 富士フイルム・プラネッツ （8勝8敗） | 0 - 3 (23-25) (27-29) (21-25) | サントリー・サンバーズ （11勝5敗） | 大和スポーツセンター体育会館 観客数: 1,850人 主審: 橘田昇 副審: 田代英明 |
| #171 | 2002年2月17日 14:47 |                                     |                               |                                    | 大和スポーツセンター体育会館 観客数: 1,850人 主審: 橘田昇 副審: 田代英明 |

| #172 | 2002年2月17日 13:00 |                         |                                              |                              |                                                                        |
| #172 | 2002年2月17日 13:00 | JTサンダーズ （9勝5敗） | 3 - 2 (25-22) (25-23) (17-25) (16-25) (15-8) | NECブルーロケッツ （9勝4敗） | 山口県スポーツ文化センター 観客数: 3,000人 主審: 田野昭彦 副審: 塚本健 |
| #172 | 2002年2月17日 13:00 |                         |                                              |                              | 山口県スポーツ文化センター 観客数: 3,000人 主審: 田野昭彦 副審: 塚本健 |

| #173 | 2002年2月17日 15:35 |                               |                               |                           |                                                                            |
| #173 | 2002年2月17日 15:35 | 旭化成スパーキッズ （5勝9敗） | 0 - 3 (22-25) (20-25) (18-25) | 堺ブレイザーズ （8勝5敗） | 山口県スポーツ文化センター 観客数: 3,000人 主審: 石井洋壮 副審: 松本富士雄 |
| #173 | 2002年2月17日 15:35 |                               |                               |                           | 山口県スポーツ文化センター 観客数: 3,000人 主審: 石井洋壮 副審: 松本富士雄 |

#### 2月23日
| #174 | 2002年2月23日 14:00 |                            |                                               |                           |                                                            |
| #174 | 2002年2月23日 14:00 | 東レ・アローズ （12勝3敗） | 2 - 3 (25-19) (20-25) (25-15) (22-25) (14-16) | 堺ブレイザーズ （9勝5敗） | 東京体育館 観客数: 6,300人 主審: 利根川忠史 副審: 大塚達也 |
| #174 | 2002年2月23日 14:00 |                            |                                               |                           | 東京体育館 観客数: 6,300人 主審: 利根川忠史 副審: 大塚達也 |

| #175 | 2002年2月23日 16:40 |                             |                                       |                               |                                                        |
| #175 | 2002年2月23日 16:40 | 日立国分トルメンタ （15敗） | 1 - 3 (22-25) (25-20) (13-25) (22-25) | NECブルーロケッツ （10勝4敗） | 東京体育館 観客数: 6,849人 主審: 山田道人 副審: 小柴滋 |
| #175 | 2002年2月23日 16:40 |                             |                                       |                               | 東京体育館 観客数: 6,849人 主審: 山田道人 副審: 小柴滋 |

| #176 | 2002年2月23日 14:00 |                                     |                                       |                         |                                                                      |
| #176 | 2002年2月23日 14:00 | 富士フイルム・プラネッツ （9勝8敗） | 3 - 1 (25-16) (27-29) (25-22) (25-18) | JTサンダーズ （9勝6敗） | 水島緑地福田公園体育館 観客数: 2,100人 主審: 小林朝美 副審: 織本昌朗 |
| #176 | 2002年2月23日 14:00 |                                     |                                       |                         | 水島緑地福田公園体育館 観客数: 2,100人 主審: 小林朝美 副審: 織本昌朗 |

| #177 | 2002年2月23日 16:25 |                               |                               |                               |                                                                      |
| #177 | 2002年2月23日 16:25 | 旭化成スパーキッズ （6勝9敗） | 3 - 0 (25-18) (25-23) (25-22) | NTT西日本レグルス （2勝15敗） | 水島緑地福田公園体育館 観客数: 2,300人 主審: 石井洋壮 副審: 田野敏彦 |
| #177 | 2002年2月23日 16:25 |                               |                               |                               | 水島緑地福田公園体育館 観客数: 2,300人 主審: 石井洋壮 副審: 田野敏彦 |

#### 2月24日
| #178 | 2002年2月24日 13:00 |                             |                               |                            |                                                        |
| #178 | 2002年2月24日 13:00 | 日立国分トルメンタ （16敗） | 0 - 3 (24-26) (18-25) (19-25) | 堺ブレイザーズ （10勝5敗） | 東京体育館 観客数: 6,300人 主審: 小柴滋 副審: 山田道人 |
| #178 | 2002年2月24日 13:00 |                             |                               |                            | 東京体育館 観客数: 6,300人 主審: 小柴滋 副審: 山田道人 |

| #179 | 2002年2月24日 14:50 |                            |                                               |                               |                                                            |
| #179 | 2002年2月24日 14:50 | 東レ・アローズ （12勝4敗） | 2 - 3 (28-26) (21-25) (25-23) (20-25) (10-15) | NECブルーロケッツ （11勝4敗） | 東京体育館 観客数: 6,917人 主審: 利根川忠史 副審: 大塚達也 |
| #179 | 2002年2月24日 14:50 |                            |                                               |                               | 東京体育館 観客数: 6,917人 主審: 利根川忠史 副審: 大塚達也 |

| #180 | 2002年2月24日 13:00 |                          |                               |                               |                                                            |
| #180 | 2002年2月24日 13:00 | JTサンダーズ （10勝6敗） | 3 - 0 (25-22) (25-19) (25-16) | NTT西日本レグルス （2勝16敗） | 岡山県体育館 観客数: 1,800人 主審: 小林朝美 副審: 織本昌朗 |
| #180 | 2002年2月24日 13:00 |                          |                               |                               | 岡山県体育館 観客数: 1,800人 主審: 小林朝美 副審: 織本昌朗 |

| #181 | 2002年2月24日 14:45 |                               |                                              |                                     |                                                            |
| #181 | 2002年2月24日 14:45 | 旭化成スパーキッズ （7勝9敗） | 3 - 2 (21-25) (27-25) (24-26) (25-21) (15-9) | 富士フイルム・プラネッツ （9勝9敗） | 岡山県体育館 観客数: 2,100人 主審: 田野敏彦 副審: 石井洋壮 |
| #181 | 2002年2月24日 14:45 |                               |                                              |                                     | 岡山県体育館 観客数: 2,100人 主審: 田野敏彦 副審: 石井洋壮 |

#### 3月1日
| #182 | 2002年3月1日 18:30 |                               |                               |                            |                                                                |
| #182 | 2002年3月1日 18:30 | NECブルーロケッツ （12勝4敗） | 3 - 0 (25-22) (25-17) (25-20) | 堺ブレイザーズ （10勝6敗） | 大阪市中央体育館 観客数: 1,500人 主審: 伊藤博之 副審: 田野敏彦 |
| #182 | 2002年3月1日 18:30 |                               |                               |                            | 大阪市中央体育館 観客数: 1,500人 主審: 伊藤博之 副審: 田野敏彦 |

#### 3月2日
| #183 | 2002年3月2日 14:05 |                               |                                              |                                             |                                                                |
| #183 | 2002年3月2日 14:05 | NECブルーロケッツ （13勝4敗） | 3 - 2 (21-25) (19-25) (25-16) (25-21) (15-9) | 松下電器パナソニック・パンサーズ （9勝8敗） | 大阪市中央体育館 観客数: 4,500人 主審: 田野昭彦 副審: 田野敏彦 |
| #183 | 2002年3月2日 14:05 |                               |                                              |                                             | 大阪市中央体育館 観客数: 4,500人 主審: 田野昭彦 副審: 田野敏彦 |

| #184 | 2002年3月2日 16:35 |                            |                                               |                                    |                                                              |
| #184 | 2002年3月2日 16:35 | 堺ブレイザーズ （11勝6敗） | 3 - 2 (20-25) (26-24) (17-25) (25-20) (21-19) | サントリー・サンバーズ （11勝6敗） | 大阪市中央体育館 観客数: 5,000人 主審: 伊藤博之 副審: 江下毅 |
| #184 | 2002年3月2日 16:35 |                            |                                               |                                    | 大阪市中央体育館 観客数: 5,000人 主審: 伊藤博之 副審: 江下毅 |

| #185 | 2002年3月2日 14:00 |                            |                                              |                          |                                                                  |
| #185 | 2002年3月2日 14:00 | 東レ・アローズ （13勝4敗） | 3 - 2 (23-25) (25-19) (25-23) (22-25) (15-9) | JTサンダーズ （10勝7敗） | 大分県立総合体育館 観客数: 2,600人 主審: 加治健男 副審: 代居正巳 |
| #185 | 2002年3月2日 14:00 |                            |                                              |                          | 大分県立総合体育館 観客数: 2,600人 主審: 加治健男 副審: 代居正巳 |

| #186 | 2002年3月2日 16:35 |                             |                                       |                               |                                                                |
| #186 | 2002年3月2日 16:35 | 日立国分トルメンタ （17敗） | 1 - 3 (25-23) (16-25) (14-25) (21-25) | 旭化成スパーキッズ （8勝9敗） | 大分県立総合体育館 観客数: 3,200人 主審: 塚本健 副審: 中馬義郎 |
| #186 | 2002年3月2日 16:35 |                             |                                       |                               | 大分県立総合体育館 観客数: 3,200人 主審: 塚本健 副審: 中馬義郎 |

#### 3月3日
| #187 | 2002年3月3日 13:05 |                               |                                              |                                    |                                                              |
| #187 | 2002年3月3日 13:05 | NECブルーロケッツ （14勝4敗） | 3 - 2 (22-25) (28-26) (25-18) (22-25) (15-8) | サントリー・サンバーズ （11勝7敗） | 大阪市中央体育館 観客数: 5,000人 主審: 田野敏彦 副審: 江下毅 |
| #187 | 2002年3月3日 13:05 |                               |                                              |                                    | 大阪市中央体育館 観客数: 5,000人 主審: 田野敏彦 副審: 江下毅 |

| #188 | 2002年3月3日 15:35 |                            |                                       |                                             |                                                                |
| #188 | 2002年3月3日 15:35 | 堺ブレイザーズ （12勝6敗） | 3 - 1 (17-25) (25-16) (25-20) (25-21) | 松下電器パナソニック・パンサーズ （9勝9敗） | 大阪市中央体育館 観客数: 5,500人 主審: 伊藤博之 副審: 小林大樹 |
| #188 | 2002年3月3日 15:35 |                            |                                       |                                             | 大阪市中央体育館 観客数: 5,500人 主審: 伊藤博之 副審: 小林大樹 |

| #189 | 2002年3月3日 14:00 |                             |                                       |                          |                                                                |
| #189 | 2002年3月3日 14:00 | 日立国分トルメンタ （18敗） | 1 - 3 (18-25) (25-17) (19-25) (15-25) | JTサンダーズ （11勝7敗） | 日田市総合体育館 観客数: 2,050人 主審: 中馬義郎 副審: 代居正巳 |
| #189 | 2002年3月3日 14:00 |                             |                                       |                          | 日田市総合体育館 観客数: 2,050人 主審: 中馬義郎 副審: 代居正巳 |

| #190 | 2002年3月3日 16:05 |                                |                       |                            |                                                            |
| #190 | 2002年3月3日 16:05 | 旭化成スパーキッズ （8勝10敗） | 0 - 3 (21-25) (19-25) | 東レ・アローズ （14勝4敗） | 日田市総合体育館 観客数: 2,470人 主審: 塚本健 副審: 寺嶋数 |
| #190 | 2002年3月3日 16:05 |                                |                       |                            | 日田市総合体育館 観客数: 2,470人 主審: 塚本健 副審: 寺嶋数 |

#### 2Legの結果
| 順位 | チーム名                         | 試合数 | 勝数 | 敗数 | 勝率  | 備考           |
| ---- | -------------------------------- | ------ | ---- | ---- | ----- | -------------- |
| 1    | NECブルーロケッツ                | 9      | 8    | 1    | 0.889 |                |
| 2    | サントリーサンバーズ             | 9      | 7    | 2    | 0.778 | セット率 3.125 |
| 3    | 堺ブレイザーズ                   | 9      | 7    | 2    | 0.778 | セット率 1.769 |
| 4    | 東レ・アローズ                   | 9      | 6    | 3    | 0.667 |                |
| 5    | 富士フイルム・プラネッツ         | 9      | 5    | 4    | 0.556 |                |
| 6    | JTサンダーズ                     | 9      | 4    | 5    | 0.444 | セット率 0.950 |
| 7    | 松下電器パナソニック・パンサーズ | 9      | 4    | 5    | 0.444 | セット率 0.800 |
| 8    | 旭化成スパーキッズ               | 9      | 3    | 6    | 0.333 |                |
| 9    | NTT西日本レグルス                | 9      | 1    | 8    | 0.111 |                |
| 10   | 日立国分トルメンタ               | 9      | 0    | 9    | 0.000 |                |

### レギュラーラウンドの結果
| 順位 | チーム名                         | 試合数 | 勝数 | 敗数 | 勝率  | 備考           |
| ---- | -------------------------------- | ------ | ---- | ---- | ----- | -------------- |
| 1    | 東レ・アローズ                   | 18     | 14   | 4    | 0.778 | セット率 1.840 |
| 2    | NECブルーロケッツ                | 18     | 14   | 4    | 0.778 | セット率 1.741 |
| 3    | 堺ブレイザーズ                   | 18     | 12   | 6    | 0.667 |                |
| 4    | サントリーサンバーズ             | 18     | 11   | 7    | 0.611 | セット率 1.615 |
| 5    | JTサンダーズ                     | 18     | 11   | 7    | 0.611 | セット率 1.312 |
| 6    | 松下電器パナソニック・パンサーズ | 18     | 9    | 9    | 0.500 | セット率 1.029 |
| 7    | 富士フイルム・プラネッツ         | 18     | 9    | 9    | 0.500 | セット率 1.000 |
| 8    | 旭化成スパーキッズ               | 18     | 8    | 10   | 0.444 |                |
| 9    | NTT西日本レグルス                | 18     | 2    | 16   | 0.111 |                |
| 10   | 日立国分トルメンタ               | 18     | 0    | 18   | 0.000 |                |

### ファイナルラウンド

#### 3月15日
| #191 | 2002年3月15日 16:00 |                                          |                                       |                                                  |                                                      |
| #191 | 2002年3月15日 16:00 | 東レ・アローズ （レギュラーラウンド1位） | 2 - 3 (23-25) (25-17) (25-22) (11-15) | サントリー・サンバーズ （レギュラーラウンド4位） | 東京体育館 観客数: 3,800人 主審: 酒出修 副審: 小柴滋 |
| #191 | 2002年3月15日 16:00 |                                          |                                       |                                                  | 東京体育館 観客数: 3,800人 主審: 酒出修 副審: 小柴滋 |

| #192 | 2002年3月15日 18:40 |                                          |                                       |                                             |                                                                 |
| #192 | 2002年3月15日 18:40 | 堺ブレイザーズ （レギュラーラウンド3位） | 1 - 3 (19-25) (26-24) (14-25) (19-25) | NECブルーロケッツ （レギュラーラウンド2位） | 東京体育館 観客数: 4,903人 主審: JOO Dong-wook 副審: 利根川忠史 |
| #192 | 2002年3月15日 18:40 |                                          |                                       |                                             | 東京体育館 観客数: 4,903人 主審: JOO Dong-wook 副審: 利根川忠史 |

#### 3月16日
| #193 | 2002年3月16日 12:00 |                                          |                                       |                                          |                                                               |
| #193 | 2002年3月16日 12:00 | 東レ・アローズ （レギュラーラウンド1位） | 3 - 1 (25-20) (32-30) (27-29) (25-21) | 堺ブレイザーズ （レギュラーラウンド3位） | 東京体育館 観客数: 5,500人 主審: 小林朝美 副審: JOO Dong-wook |
| #193 | 2002年3月16日 12:00 |                                          |                                       |                                          | 東京体育館 観客数: 5,500人 主審: 小林朝美 副審: JOO Dong-wook |

| #194 | 2002年3月16日 14:40 |                                                  |                               |                                             |                                                          |
| #194 | 2002年3月16日 14:40 | サントリー・サンバーズ （レギュラーラウンド4位） | 3 - 1 (21-25) (25-21) (25-16) | NECブルーロケッツ （レギュラーラウンド2位） | 東京体育館 観客数: 7,207人 主審: 利根川忠史 副審: 酒出修 |
| #194 | 2002年3月16日 14:40 |                                                  |                               |                                             | 東京体育館 観客数: 7,207人 主審: 利根川忠史 副審: 酒出修 |

#### 3月17日
3位決定戦
| #195 | 2002年3月17日 11:00 |                                          |                                       |                                             |                                                                 |
| #195 | 2002年3月17日 11:00 | 堺ブレイザーズ （レギュラーラウンド3位） | 3 - 1 (22-25) (25-17) (29-27) (26-24) | NECブルーロケッツ （レギュラーラウンド2位） | 東京体育館 観客数: 8,500人 主審: JOO Dong-wook 副審: 利根川忠史 |
| #195 | 2002年3月17日 11:00 |                                          |                                       |                                             | 東京体育館 観客数: 8,500人 主審: JOO Dong-wook 副審: 利根川忠史 |

決勝
| #196 | 2002年3月17日 13:31 |                                                  |                                               |                                          |                                                      |
| #196 | 2002年3月17日 13:31 | サントリー・サンバーズ （レギュラーラウンド4位） | 3 - 2 (22-25) (25-16) (26-28) (25-20) (15-11) | 東レ・アローズ （レギュラーラウンド1位） | 東京体育館 観客数: 9,738人 主審: 小柴滋 副審: 酒出修 |
| #196 | 2002年3月17日 13:31 |                                                  |                                               |                                          | 東京体育館 観客数: 9,738人 主審: 小柴滋 副審: 酒出修 |

### 最終順位
| 順位   | チーム名                         | 備考        |
| ------ | -------------------------------- | ----------- |
| 優勝   | サントリーサンバーズ             | 3年連続優勝 |
| 準優勝 | 東レ・アローズ                   |             |
| 3      | 堺ブレイザーズ                   |             |
| 4      | NECブルーロケッツ                |             |
| 5      | JTサンダーズ                     |             |
| 6      | 松下電器パナソニック・パンサーズ |             |
| 7      | 富士フイルム・プラネッツ         |             |
| 8      | 旭化成スパーキッズ               |             |
| 9      | NTT西日本レグルス                |             |
| 10     | 日立国分トルメンタ               | 入替戦へ    |

### 個人賞
| No. | 賞名             | 受賞者               | 所属チーム                       | 備考                |
| --- | ---------------- | -------------------- | -------------------------------- | ------------------- |
| 1   | 優勝監督賞       | 鳥羽賢二             | サントリーサンバーズ             |                     |
| 2   | 最高殊勲選手賞   | ジルソン・ベルナルド | サントリーサンバーズ             |                     |
| 3   | 敢闘賞           | カルロス・ダシルバ   | 東レ・アローズ                   |                     |
| 4   | 最優秀新人賞     | 甲斐祐之             | 堺ブレイザーズ                   |                     |
| 5   | ベスト6          | ジルソン・ベルナルド | サントリーサンバーズ             |                     |
| 5   | ベスト6          | 佐々木太一           | サントリーサンバーズ             |                     |
| 5   | ベスト6          | 甲斐祐之             | 堺ブレイザーズ                   |                     |
| 5   | ベスト6          | 加藤陽一             | 東レ・アローズ                   |                     |
| 5   | ベスト6          | カルロス・ダシルバ   | 東レ・アローズ                   |                     |
| 5   | ベスト6          | 宇佐美大輔           | NECブルーロケッツ                |                     |
| 6   | ベストリベロ賞   | 津曲勝利             | サントリーサンバーズ             |                     |
| 7   | レシーブ賞       | 青山繁               | 東レ・アローズ                   |                     |
| 8   | 得点王           | ジルソン・ベルナルド | サントリーサンバーズ             | 総得点=512点        |
| 9   | スパイク賞       | 佐々木太一           | サントリーサンバーズ             | 決定率=63.7%        |
| 10  | ブロック賞       | 米山博之             | 松下電器パナソニック・パンサーズ | 決定本数=0.94本/set |
| 11  | サーブ賞         | ジルソン・ベルナルド | サントリーサンバーズ             | 効果率=19.0%        |
| 12  | サーブレシーブ賞 | 青山繁               | 東レ・アローズ                   | 成功率=84.7%        |

### Vリーグ出場決定戦（入替戦）
Vリーグ9位のNTT西日本レグルスの休部が決定しており、Vリーグ10位の日立国分とV1リーグ1-3位の3チーム、計4チームで出場決定戦を行った。

#### 3月16日
| #197 | 2002年3月16日 |                                      |                               |                           |                  |
| #197 | 2002年3月16日 | 豊田合成トレフェルサ （V1リーグ1位） | 3 - 0 (25-22) (25-18) (25-15) | TOYO TIRE （V1リーグ2位） | 福井市総合体育館 |
| #197 | 2002年3月16日 |                                      |                               |                           | 福井市総合体育館 |

| #198 | 2002年3月16日 |                                    |                               |                          |                  |
| #198 | 2002年3月16日 | 日立国分トルメンタ （Vリーグ10位） | 3 - 0 (25-12) (25-16) (27-25) | 東京ガス （V1リーグ3位） | 福井市総合体育館 |
| #198 | 2002年3月16日 |                                    |                               |                          | 福井市総合体育館 |

#### 3月17日
| #199 | 2002年3月17日 |                                      |                               |                           |                  |
| #199 | 2002年3月17日 | 豊田合成トレフェルサ （V1リーグ1位） | 3 - 0 (25-19) (25-20) (25-19) | TOYO TIRE （V1リーグ2位） | 福井市総合体育館 |
| #199 | 2002年3月17日 |                                      |                               |                           | 福井市総合体育館 |

| #200 | 2002年3月17日 |                                    |                               |                          |                  |
| #200 | 2002年3月17日 | 日立国分トルメンタ （Vリーグ10位） | 3 - 0 (25-18) (25-22) (25-17) | 東京ガス （V1リーグ3位） | 福井市総合体育館 |
| #200 | 2002年3月17日 |                                    |                               |                          | 福井市総合体育館 |

この結果、日立国分が次期Vリーグ残留を、豊田合成が昇格を決めた。

## 女子

### 参加チーム
| 前回順位 | チーム名                       | 備考                                   |
| -------- | ------------------------------ | -------------------------------------- |
| 1        | 東洋紡オーキス                 |                                        |
| 2        | 久光製薬スプリングアタッカーズ |                                        |
| 3        | NECレッドロケッツ              |                                        |
| 4        | 東レ・アローズ                 |                                        |
| 5        | 武富士バンブー                 | イトーヨーカドー・プリオールが全体移籍 |
| 7        | パイオニアレッドウィングス     |                                        |
| 8        | JTマーヴェラス                 |                                        |
| 9        | デンソー・エアリービーズ       |                                        |
| 10       | シーガルズ                     |                                        |

### 1Leg

#### 12月8日
| #501 | 2001年12月8日 14:08 |                                    |                               |                        |                                                                |
| #501 | 2001年12月8日 14:08 | パイオニアレッドウィングス （1勝） | 3 - 0 (25-19) (25-22) (26-24) | 東洋紡オーキス （1敗） | 大阪府立体育会館 観客数: 2,000人 主審: 伊藤博之 副審: 寺口克彦 |
| #501 | 2001年12月8日 14:08 |                                    |                               |                        | 大阪府立体育会館 観客数: 2,000人 主審: 伊藤博之 副審: 寺口克彦 |

| #502 | 2001年12月8日 16:02 |                                  |                                       |                    |                                                                |
| #502 | 2001年12月8日 16:02 | デンソー・エアリービーズ （1敗） | 1 - 3 (26-24) (22-25) (19-25) (13-25) | シーガルズ （1勝） | 大阪府立体育会館 観客数: 1,850人 主審: 田野昭彦 副審: 大塚春夫 |
| #502 | 2001年12月8日 16:02 |                                  |                                       |                    | 大阪府立体育会館 観客数: 1,850人 主審: 田野昭彦 副審: 大塚春夫 |

| #503 | 2001年12月8日 14:00 |                        |                               |                        |                                                              |
| #503 | 2001年12月8日 14:00 | 東レ・アローズ （1勝） | 3 - 1 (25-17) (22-25) (25-17) | 武富士バンブー （1敗） | 滋賀県立体育館 観客数: 2,250人 主審: 石井洋壮 副審: 大依孝至 |
| #503 | 2001年12月8日 14:00 |                        |                               |                        | 滋賀県立体育館 観客数: 2,250人 主審: 石井洋壮 副審: 大依孝至 |

| #504 | 2001年12月8日 16:05 |                        |                               |                           |                                                                |
| #504 | 2001年12月8日 16:05 | JTマーヴェラス （1敗） | 0 - 3 (21-25) (15-25) (22-25) | NECレッドロケッツ （1勝） | 滋賀県立体育館 観客数: 1,950人 主審: 高橋憲太郎 副審: 三見洋子 |
| #504 | 2001年12月8日 16:05 |                        |                               |                           | 滋賀県立体育館 観客数: 1,950人 主審: 高橋憲太郎 副審: 三見洋子 |

#### 12月9日
| #505 | 2001年12月9日 14:00 |                                    |                                       |                                        |                                                                |
| #505 | 2001年12月9日 14:00 | パイオニアレッドウィングス （2勝） | 3 - 1 (25-19) (23-25) (31-29) (25-21) | 久光製薬スプリングアタッカーズ （1敗） | 大阪府立体育会館 観客数: 1,950人 主審: 伊藤博之 副審: 寺口克彦 |
| #505 | 2001年12月9日 14:00 |                                    |                                       |                                        | 大阪府立体育会館 観客数: 1,950人 主審: 伊藤博之 副審: 寺口克彦 |

| #506 | 2001年12月9日 16:25 |                                     |                                               |                        |                                                                |
| #506 | 2001年12月9日 16:25 | デンソー・エアリービーズ （1勝1敗） | 3 - 2 (25-15) (24-26) (22-25) (25-23) (15-12) | 東洋紡オーキス （2敗） | 大阪府立体育会館 観客数: 1,900人 主審: 田野昭彦 副審: 大塚春夫 |
| #506 | 2001年12月9日 16:25 |                                     |                                               |                        | 大阪府立体育会館 観客数: 1,900人 主審: 田野昭彦 副審: 大塚春夫 |

| #507 | 2001年12月9日 13:00 |                        |                                               |                              |                                                                |
| #507 | 2001年12月9日 13:00 | 東レ・アローズ （2勝） | 3 - 2 (25-20) (20-25) (17-25) (25-17) (15-11) | NECレッドロケッツ （1勝1敗） | 滋賀県立体育館 観客数: 2,300人 主審: 高橋憲太郎 副審: 三見洋子 |
| #507 | 2001年12月9日 13:00 |                        |                                               |                              | 滋賀県立体育館 観客数: 2,300人 主審: 高橋憲太郎 副審: 三見洋子 |

| #508 | 2001年12月9日 15:15 |                           |                                       |                        |                                                              |
| #508 | 2001年12月9日 15:15 | 武富士バンブー （1勝1敗） | 3 - 1 (20-25) (25-14) (26-24) (25-19) | JTマーヴェラス （2敗） | 滋賀県立体育館 観客数: 2,300人 主審: 石井洋壮 副審: 大依孝至 |
| #508 | 2001年12月9日 15:15 |                           |                                       |                        | 滋賀県立体育館 観客数: 2,300人 主審: 石井洋壮 副審: 大依孝至 |

#### 12月15日
| #509 | 2001年12月15日 14:00 |                        |                                       |                        |                                                                  |
| #509 | 2001年12月15日 14:00 | 東洋紡オーキス （3敗） | 2 - 3 (27-25) (25-20) (21-25) (13-15) | 東レ・アローズ （3勝） | 富山市総合体育館 観客数: 3,000人 主審: 田野昭彦 副審: 五十里勘司 |
| #509 | 2001年12月15日 14:00 |                        |                                       |                        | 富山市総合体育館 観客数: 3,000人 主審: 田野昭彦 副審: 五十里勘司 |

| #510 | 2001年12月15日 16:42 |                                       |                               |                    |                                                              |
| #510 | 2001年12月15日 16:42 | パイオニアレッドウィングス （2勝1敗） | 0 - 3 (28-30) (14-25) (22-25) | シーガルズ （2勝） | 富山市総合体育館 観客数: 2,800人 主審: 三見洋子 副審: 藤井孝 |
| #510 | 2001年12月15日 16:42 |                                       |                               |                    | 富山市総合体育館 観客数: 2,800人 主審: 三見洋子 副審: 藤井孝 |

#### 12月16日
| #511 | 2001年12月16日 13:00 |                              |                                               |                                     |                                                                    |
| #511 | 2001年12月16日 13:00 | NECレッドロケッツ （2勝1敗） | 3 - 2 (15-25) (27-25) (21-25) (25-22) (15-10) | デンソー・エアリービーズ （1勝2敗） | 富山県西部体育センター 観客数: 2,300人 主審: 三見洋子 副審: 藤井孝 |
| #511 | 2001年12月16日 13:00 |                              |                                               |                                     | 富山県西部体育センター 観客数: 2,300人 主審: 三見洋子 副審: 藤井孝 |

| #512 | 2001年12月16日 15:35 |                    |                               |                        |                                                                        |
| #512 | 2001年12月16日 15:35 | シーガルズ （3勝） | 3 - 0 (26-24) (25-18) (25-15) | JTマーヴェラス （3敗） | 富山県西部体育センター 観客数: 2,300人 主審: 田野昭彦 副審: 五十里勘司 |
| #512 | 2001年12月16日 15:35 |                    |                               |                        | 富山県西部体育センター 観客数: 2,300人 主審: 田野昭彦 副審: 五十里勘司 |

#### 12月22日
| #513 | 2001年12月22日 14:00 |                           |                               |                           |                                                                |
| #513 | 2001年12月22日 14:00 | 武富士バンブー （1勝2敗） | 0 - 3 (13-25) (19-25) (23-25) | 東洋紡オーキス （1勝3敗） | 西尾市総合体育館 観客数: 1,800人 主審: 田野敏彦 副審: 浅見靖人 |
| #513 | 2001年12月22日 14:00 |                           |                               |                           | 西尾市総合体育館 観客数: 1,800人 主審: 田野敏彦 副審: 浅見靖人 |

| #514 | 2001年12月22日 15:46 |                                     |                                       |                                           |                                                              |
| #514 | 2001年12月22日 15:46 | デンソー・エアリービーズ （1勝3敗） | 1 - 3 (18-25) (25-14) (21-25) (13-25) | 久光製薬スプリングアタッカーズ （1勝1敗） | 西尾市総合体育館 観客数: 2,950人 主審: 廣田修二 副審: 舘健一 |
| #514 | 2001年12月22日 15:46 |                                     |                                       |                                           | 西尾市総合体育館 観客数: 2,950人 主審: 廣田修二 副審: 舘健一 |

#### 12月23日
| #515 | 2001年12月23日 13:00 |                                           |                                       |                           |                                                          |
| #515 | 2001年12月23日 13:00 | 久光製薬スプリングアタッカーズ （2勝1敗） | 3 - 1 (25-12) (21-25) (25-15) (25-21) | 武富士バンブー （1勝3敗） | 刈谷市体育館 観客数: 2,000人 主審: 廣田修二 副審: 大下孝 |
| #515 | 2001年12月23日 13:00 |                                           |                                       |                           | 刈谷市体育館 観客数: 2,000人 主審: 廣田修二 副審: 大下孝 |

| #516 | 2001年12月23日 15:10 |                        |                       |                                     |                                                            |
| #516 | 2001年12月23日 15:10 | 東レ・アローズ （4勝） | 3 - 0 (25-19) (25-21) | デンソー・エアリービーズ （1勝4敗） | 刈谷市体育館 観客数: 2,500人 主審: 田野敏彦 副審: 浅見靖人 |
| #516 | 2001年12月23日 15:10 |                        |                       |                                     | 刈谷市体育館 観客数: 2,500人 主審: 田野敏彦 副審: 浅見靖人 |

#### 12月24日
| #517 | 2001年12月24日 13:00 |                              |                               |                       |                                                                          |
| #517 | 2001年12月24日 13:00 | NECレッドロケッツ （3勝1敗） | 3 - 0 (25-23) (25-14) (25-20) | シーガルズ （3勝1敗） | 太田市運動公園市民体育館 観客数: 2,800人 主審: 利根川忠史 副審: 狩野賢治 |
| #517 | 2001年12月24日 13:00 |                              |                               |                       | 太田市運動公園市民体育館 観客数: 2,800人 主審: 利根川忠史 副審: 狩野賢治 |

| #518 | 2001年12月24日 14:53 |                        |                                       |                                       |                                                                      |
| #518 | 2001年12月24日 14:53 | JTマーヴェラス （4敗） | 1 - 3 (25-19) (22-25) (17-25) (24-26) | パイオニアレッドウィングス （3勝1敗） | 太田市運動公園市民体育館 観客数: 2,800人 主審: 小柴滋 副審: 大塚達也 |
| #518 | 2001年12月24日 14:53 |                        |                                       |                                       | 太田市運動公園市民体育館 観客数: 2,800人 主審: 小柴滋 副審: 大塚達也 |

#### 1月12日
| #519 | 2002年1月12日 14:00 |                        |                               |                                           |                                                                        |
| #519 | 2002年1月12日 14:00 | JTマーヴェラス （5敗） | 1 - 3 (15-25) (25-20) (17-25) | 久光製薬スプリングアタッカーズ （3勝1敗） | 尼崎市記念公園総合体育館 観客数: 3,200人 主審: 田野敏彦 副審: 赤井倫大 |
| #519 | 2002年1月12日 14:00 |                        |                               |                                           | 尼崎市記念公園総合体育館 観客数: 3,200人 主審: 田野敏彦 副審: 赤井倫大 |

| #520 | 2002年1月12日 15:30 |                              |                               |                           |                                                                  |
| #520 | 2002年1月12日 15:30 | NECレッドロケッツ （4勝1敗） | 3 - 0 (27-25) (25-12) (25-20) | 東洋紡オーキス （1勝4敗） | 大阪府立体育会館 観客数: 2,500人 主審: 高橋憲太郎 副審: 大塚春夫 |
| #520 | 2002年1月12日 15:30 |                              |                               |                           | 大阪府立体育会館 観客数: 2,500人 主審: 高橋憲太郎 副審: 大塚春夫 |

| #521 | 2002年1月12日 14:00 |                                       |                               |                           |                                                                        |
| #521 | 2002年1月12日 14:00 | パイオニアレッドウィングス （4勝1敗） | 3 - 0 (25-16) (25-17) (25-16) | 武富士バンブー （1勝4敗） | 酒田市営国体記念体育館 観客数: 2,500人 主審: 佐々木克之 副審: 村上成司 |
| #521 | 2002年1月12日 14:00 |                                       |                               |                           | 酒田市営国体記念体育館 観客数: 2,500人 主審: 佐々木克之 副審: 村上成司 |

| #522 | 2002年1月12日 15:42 |                         |                                       |                       |                                                                    |
| #522 | 2002年1月12日 15:42 | 東レ・アローズ/ （5勝） | 3 - 1 (25-16) (22-25) (26-24) (25-22) | シーガルズ （3勝2敗） | 酒田市営国体記念体育館 観客数: 2,200人 主審: 斎藤篤 副審: 野沢正美 |
| #522 | 2002年1月12日 15:42 |                         |                                       |                       | 酒田市営国体記念体育館 観客数: 2,200人 主審: 斎藤篤 副審: 野沢正美 |

#### 1月13日
| #523 | 2002年1月13日 14:00 |                        |                               |                           |                                                                |
| #523 | 2002年1月13日 14:00 | JTマーヴェラス （6敗） | 0 - 3 (16-25) (20-25) (22-25) | 東洋紡オーキス （2勝4敗） | 大阪府立体育会館 観客数: 2,800人 主審: 高橋憲太郎 副審: 江下毅 |
| #523 | 2002年1月13日 14:00 |                        |                               |                           | 大阪府立体育会館 観客数: 2,800人 主審: 高橋憲太郎 副審: 江下毅 |

| #524 | 2002年1月13日 15:30 |                              |                               |                                           |                                                                      |
| #524 | 2002年1月13日 15:30 | NECレッドロケッツ （4勝2敗） | 1 - 3 (25-20) (21-25) (17-25) | 久光製薬スプリングアタッカーズ （4勝1敗） | 神戸市総合運動公園体育館 観客数: 3,200人 主審: 伊藤博之 副審: 稲美肇 |
| #524 | 2002年1月13日 15:30 |                              |                               |                                           | 神戸市総合運動公園体育館 観客数: 3,200人 主審: 伊藤博之 副審: 稲美肇 |

| #525 | 2002年1月13日 13:00 |                           |                              |                       |                                                                      |
| #525 | 2002年1月13日 13:00 | 武富士バンブー （2勝4敗） | 3 - 2 (22-25) (25-23) (15-9) | シーガルズ （3勝3敗） | 鶴岡市小真木原総合体育館 観客数: 2,300人 主審: 斎藤篤 副審: 野沢正美 |
| #525 | 2002年1月13日 13:00 |                           |                              |                       | 鶴岡市小真木原総合体育館 観客数: 2,300人 主審: 斎藤篤 副審: 野沢正美 |

| #526 | 2002年1月13日 15:38 |                                       |                                              |                        |                                                                          |
| #526 | 2002年1月13日 15:38 | パイオニアレッドウィングス （4勝2敗） | 2 - 3 (17-25) (25-23) (25-16) (17-25) (8-15) | 東レ・アローズ （6勝） | 鶴岡市小真木原総合体育館 観客数: 2,300人 主審: 村上成司 副審: 佐々木克之 |
| #526 | 2002年1月13日 15:38 |                                       |                                              |                        | 鶴岡市小真木原総合体育館 観客数: 2,300人 主審: 村上成司 副審: 佐々木克之 |

#### 1月14日
| #527 | 2002年1月14日 13:00 |                                     |                               |                        |                                                                  |
| #527 | 2002年1月14日 13:00 | デンソー・エアリービーズ （2勝4敗） | 3 - 0 (25-12) (25-20) (25-16) | JTマーヴェラス （7敗） | 姫路市立中央体育館 観客数: 3,200人 主審: 田野昭彦 副審: 田中昌宏 |
| #527 | 2002年1月14日 13:00 |                                     |                               |                        | 姫路市立中央体育館 観客数: 3,200人 主審: 田野昭彦 副審: 田中昌宏 |

| #528 | 2002年1月14日 14:40 |                                           |                                              |                           |                                                                  |
| #528 | 2002年1月14日 14:40 | 久光製薬スプリングアタッカーズ （5勝1敗） | 3 - 2 (17-25) (25-19) (21-25) (25-17) (15-8) | 東洋紡オーキス （2勝5敗） | 姫路市立中央体育館 観客数: 3,200人 主審: 石井洋壮 副審: 森岡伸次 |
| #528 | 2002年1月14日 14:40 |                                           |                                              |                           | 姫路市立中央体育館 観客数: 3,200人 主審: 石井洋壮 副審: 森岡伸次 |

#### 1月19日
| #529 | 2002年1月19日 14:00 |                           |                               |                       |                                                            |
| #529 | 2002年1月19日 14:00 | 東洋紡オーキス （3勝5敗） | 3 - 0 (26-24) (25-20) (25-23) | シーガルズ （3勝4敗） | 鳥取県民体育館 観客数: 2,800人 主審: 塚本健 副審: 遠藤保司 |
| #529 | 2002年1月19日 14:00 |                           |                               |                       | 鳥取県民体育館 観客数: 2,800人 主審: 塚本健 副審: 遠藤保司 |

| #530 | 2002年1月19日 15:56 |                        |                                       |                                           |                                                              |
| #530 | 2002年1月19日 15:56 | 東レ・アローズ （7勝） | 3 - 1 (25-21) (25-16) (20-25) (25-23) | 久光製薬スプリングアタッカーズ （5勝2敗） | 鳥取県民体育館 観客数: 2,800人 主審: 石井洋壮 副審: 田代英明 |
| #530 | 2002年1月19日 15:56 |                        |                                       |                                           | 鳥取県民体育館 観客数: 2,800人 主審: 石井洋壮 副審: 田代英明 |

| #531 | 2002年1月19日 14:03 |                                       |                                       |                                     |                                                                            |
| #531 | 2002年1月19日 14:03 | パイオニアレッドウィングス （5勝2敗） | 3 - 1 (22-25) (25-14) (25-23) (25-22) | デンソー・エアリービーズ （2勝5敗） | 山形市総合スポーツセンター 観客数: 3,200人 主審: 佐々木克之 副審: 石井正宏 |
| #531 | 2002年1月19日 14:03 |                                       |                                       |                                     | 山形市総合スポーツセンター 観客数: 3,200人 主審: 佐々木克之 副審: 石井正宏 |

| #532 | 2002年1月19日 16:25 |                              |                                       |                           |                                                                        |
| #532 | 2002年1月19日 16:25 | NECレッドロケッツ （5勝2敗） | 3 - 1 (25-15) (25-23) (26-28) (25-22) | 武富士バンブー （2勝5敗） | 山形市総合スポーツセンター 観客数: 2,500人 主審: 斎藤篤 副審: 村上成司 |
| #532 | 2002年1月19日 16:25 |                              |                                       |                           | 山形市総合スポーツセンター 観客数: 2,500人 主審: 斎藤篤 副審: 村上成司 |

#### 1月20日
| #533 | 2002年1月20日 13:00 |                                           |                       |                       |                                                              |
| #533 | 2002年1月20日 13:00 | 久光製薬スプリングアタッカーズ （5勝3敗） | 0 - 3 (22-25) (24-26) | シーガルズ （4勝4敗） | 米子産業体育館 観客数: 2,500人 主審: 石井洋壮 副審: 遠藤保司 |
| #533 | 2002年1月20日 13:00 |                                           |                       |                       | 米子産業体育館 観客数: 2,500人 主審: 石井洋壮 副審: 遠藤保司 |

| #534 | 2002年1月20日 14:55 |                        |                                       |                        |                                                            |
| #534 | 2002年1月20日 14:55 | JTマーヴェラス （8敗） | 1 - 3 (24-26) (17-25) (25-19) (18-25) | 東レ・アローズ （8勝） | 米子産業体育館 観客数: 2,850人 主審: 塚本健 副審: 田代英明 |
| #534 | 2002年1月20日 14:55 |                        |                                       |                        | 米子産業体育館 観客数: 2,850人 主審: 塚本健 副審: 田代英明 |

| #535 | 2002年1月20日 13:00 |                              |                                               |                                       |                                                                            |
| #535 | 2002年1月20日 13:00 | NECレッドロケッツ （5勝3敗） | 2 - 3 (25-14) (24-26) (25-23) (21-25) (12-15) | パイオニアレッドウィングス （6勝2敗） | 山形市総合スポーツセンター 観客数: 5,000人 主審: 村上成司 副審: 佐々木克之 |
| #535 | 2002年1月20日 13:00 |                              |                                               |                                       | 山形市総合スポーツセンター 観客数: 5,000人 主審: 村上成司 副審: 佐々木克之 |

| #536 | 2002年1月20日 15:40 |                           |                               |                                     |                                                                        |
| #536 | 2002年1月20日 15:40 | 武富士バンブー （3勝5敗） | 3 - 0 (25-20) (25-19) (25-20) | デンソー・エアリービーズ （2勝6敗） | 山形市総合スポーツセンター 観客数: 2,800人 主審: 斎藤篤 副審: 石井正宏 |
| #536 | 2002年1月20日 15:40 |                           |                               |                                     | 山形市総合スポーツセンター 観客数: 2,800人 主審: 斎藤篤 副審: 石井正宏 |

#### 1Legの結果
| 順位 | チーム名                       | 試合数 | 勝数 | 敗数 | 勝率  | 備考           |
| ---- | ------------------------------ | ------ | ---- | ---- | ----- | -------------- |
| 1    | 東レ・アローズ                 | 8      | 8    | 0    | 1.000 |                |
| 2    | パイオニアレッドウィングス     | 8      | 6    | 2    | 0.750 |                |
| 3    | NECレッドロケッツ              | 8      | 5    | 3    | 0.625 | セット率 1.667 |
| 4    | 久光製薬スプリングアタッカーズ | 8      | 5    | 3    | 0.625 | セット率 1.133 |
| 5    | シーガルズ                     | 8      | 4    | 4    | 0.500 |                |
| 6    | 東洋紡オーキス                 | 8      | 3    | 5    | 0.375 | セット率 1.000 |
| 7    | 武富士バンブー                 | 8      | 3    | 5    | 0.375 | セット率 0.667 |
| 8    | デンソー・エアリービーズ       | 8      | 2    | 6    | 0.250 |                |
| 9    | JTマーヴェラス                 | 8      | 0    | 8    | 0.000 |                |

### 2Leg

#### 1月26日
| #537 | 2002年1月26日 15:30 |                           |                                       |                           | |
| #537 | 2002年1月26日 15:30 | 武富士バンブー （3勝6敗） | 1 - 3 (20-25) (25-21) (16-25) (13-25) | JTマーヴェラス （1勝8敗） | 大阪府立門真スポーツセンター（なみはやドーム・サブアリーナ） 観客数: 3,800人 主審: 田野昭彦 副審: 大塚春夫 |
| #537 | 2002年1月26日 15:30 |                           |                                       |                           | 大阪府立門真スポーツセンター（なみはやドーム・サブアリーナ） 観客数: 3,800人 主審: 田野昭彦 副審: 大塚春夫 |

| #538 | 2002年1月26日 17:35 |                              |                                       |                                       | |
| #538 | 2002年1月26日 17:35 | NECレッドロケッツ （5勝4敗） | 2 - 3 (21-25) (17-25) (25-21) (13-15) | パイオニアレッドウィングス （7勝2敗） | 大阪府立門真スポーツセンター（なみはやドーム・サブアリーナ） 観客数: 3,400人 主審: 伊藤博之 副審: 田野敏彦 |
| #538 | 2002年1月26日 17:35 |                              |                                       |                                       | 大阪府立門真スポーツセンター（なみはやドーム・サブアリーナ） 観客数: 3,400人 主審: 伊藤博之 副審: 田野敏彦 |

| #539 | 2002年1月26日 14:00 |                                           |                                       |                           |                                                            |
| #539 | 2002年1月26日 14:00 | 久光製薬スプリングアタッカーズ （6勝3敗） | 3 - 1 (18-25) (25-21) (25-18) (25-23) | 東洋紡オーキス （3勝6敗） | 京都府立体育館 観客数: 1,497人 主審: 勝又正 副審: 小野将人 |
| #539 | 2002年1月26日 14:00 |                                           |                                       |                           | 京都府立体育館 観客数: 1,497人 主審: 勝又正 副審: 小野将人 |

| #540 | 2002年1月26日 16:15 |                       |                                       |                                     |                                                                |
| #540 | 2002年1月26日 16:15 | シーガルズ （5勝4敗） | 3 - 1 (25-17) (25-22) (23-25) (25-22) | デンソー・エアリービーズ （2勝7敗） | 京都府立体育館 観客数: 1,573人 主審: 高橋憲太郎 副審: 高倉将佳 |
| #540 | 2002年1月26日 16:15 |                       |                                       |                                     | 京都府立体育館 観客数: 1,573人 主審: 高橋憲太郎 副審: 高倉将佳 |

#### 1月27日
| #541 | 2002年1月27日 14:01 |                           |                       |                                           | |
| #541 | 2002年1月27日 14:01 | JTマーヴェラス （1勝9敗） | 0 - 3 (17-25) (20-25) | 久光製薬スプリングアタッカーズ （7勝3敗） | 大阪府立門真スポーツセンター（なみはやドーム・サブアリーナ） 観客数: 3,200人 主審: 田野昭彦 副審: 大塚春夫 |
| #541 | 2002年1月27日 14:01 |                           |                       |                                           | 大阪府立門真スポーツセンター（なみはやドーム・サブアリーナ） 観客数: 3,200人 主審: 田野昭彦 副審: 大塚春夫 |

| #542 | 2002年1月27日 15:50 |                       |                                              |                                       | |
| #542 | 2002年1月27日 15:50 | シーガルズ （6勝4敗） | 3 - 2 (25-19) (21-25) (25-16) (22-25) (15-9) | パイオニアレッドウィングス （7勝3敗） | 大阪府立門真スポーツセンター（なみはやドーム・サブアリーナ） 観客数: 3,800人 主審: 田野敏彦 副審: 江下毅 |
| #542 | 2002年1月27日 15:50 |                       |                                              |                                       | 大阪府立門真スポーツセンター（なみはやドーム・サブアリーナ） 観客数: 3,800人 主審: 田野敏彦 副審: 江下毅 |

| #543 | 2002年1月27日 13:05 |                              |                               |                           |                                                            |
| #543 | 2002年1月27日 13:05 | NECレッドロケッツ （6勝4敗） | 3 - 0 (25-17) (25-15) (25-18) | 東洋紡オーキス （3勝7敗） | 京都府立体育館 観客数: 2,300人 主審: 勝又正 副審: 小野将人 |
| #543 | 2002年1月27日 13:05 |                              |                               |                           | 京都府立体育館 観客数: 2,300人 主審: 勝又正 副審: 小野将人 |

| #544 | 2002年1月27日 14:55 |                        |                               |                                     |                                                              |
| #544 | 2002年1月27日 14:55 | 東レ・アローズ （9勝） | 3 - 0 (25-19) (25-18) (25-21) | デンソー・エアリービーズ （2勝8敗） | 京都府立体育館 観客数: 2,600人 主審: 高橋憲太郎 副審: 小谷潔 |
| #544 | 2002年1月27日 14:55 |                        |                               |                                     | 京都府立体育館 観客数: 2,600人 主審: 高橋憲太郎 副審: 小谷潔 |

#### 2月2日
| #545 | 2002年2月2日 14:05 |                           |                                              |                                           |                                                                              |
| #545 | 2002年2月2日 14:05 | 東レ・アローズ （9勝1敗） | 2 - 3 (23-25) (21-25) (25-23) (25-17) (8-15) | 久光製薬スプリングアタッカーズ （8勝3敗） | 鹿嶋市立カシマスポーツセンター 観客数: 2,469人 主審: 小林朝実 副審: 田代英明 |
| #545 | 2002年2月2日 14:05 |                           |                                              |                                           | 鹿嶋市立カシマスポーツセンター 観客数: 2,469人 主審: 小林朝実 副審: 田代英明 |

| #546 | 2002年2月2日 16:40 |                            |                               |                              |                                                                                |
| #546 | 2002年2月2日 16:40 | JTマーヴェラス （1勝10敗） | 0 - 3 (20-25) (22-25) (16-25) | NECレッドロケッツ （7勝4敗） | 鹿嶋市立カシマスポーツセンター 観客数: 2,469人 主審: 利根川忠史 副審: 大畠康弘 |
| #546 | 2002年2月2日 16:40 |                            |                               |                              | 鹿嶋市立カシマスポーツセンター 観客数: 2,469人 主審: 利根川忠史 副審: 大畠康弘 |

| #547 | 2002年2月2日 14:00 |                                       |                                       |                           |                                                                    |
| #547 | 2002年2月2日 14:00 | パイオニアレッドウィングス （8勝3敗） | 3 - 1 (25-16) (23-25) (25-20) (25-18) | 東洋紡オーキス （3勝8敗） | 古川市総合体育館 観客数: 1,700人 主審: 佐々木克之 副審: 阿部広太郎 |
| #547 | 2002年2月2日 14:00 |                                       |                                       |                           | 古川市総合体育館 観客数: 1,700人 主審: 佐々木克之 副審: 阿部広太郎 |

| #548 | 2002年2月2日 16:15 |                       |                               |                           |                                                                |
| #548 | 2002年2月2日 16:15 | シーガルズ （7勝4敗） | 3 - 1 (25-16) (16-25) (25-19) | 武富士バンブー （3勝7敗） | 古川市総合体育館 観客数: 1,500人 主審: 村上成司 副審: 佐々木功 |
| #548 | 2002年2月2日 16:15 |                       |                               |                           | 古川市総合体育館 観客数: 1,500人 主審: 村上成司 副審: 佐々木功 |

#### 2月3日
| #549 | 2002年2月3日 13:00 |                           |                                       |                       |                                                                                            |
| #549 | 2002年2月3日 13:00 | 東洋紡オーキス （3勝9敗） | 1 - 3 (23-25) (19-25) (25-15) (19-25) | シーガルズ （8勝4敗） | 志津川町総合体育館（ベイサイドアリーナ） 観客数: 1,500人 主審: 佐々木克之 副審: 阿部広太郎 |
| #549 | 2002年2月3日 13:00 |                           |                                       |                       | 志津川町総合体育館（ベイサイドアリーナ） 観客数: 1,500人 主審: 佐々木克之 副審: 阿部広太郎 |

| #550 | 2002年2月3日 15:11 |                           |                                               |                                     |                                                                                        |
| #550 | 2002年2月3日 15:11 | 武富士バンブー （3勝8敗） | 2 - 3 (23-25) (25-14) (23-25) (25-14) (10-15) | デンソー・エアリービーズ （3勝8敗） | 志津川町総合体育館（ベイサイドアリーナ） 観客数: 1,300人 主審: 村上成司 副審: 佐々木功 |
| #550 | 2002年2月3日 15:11 |                           |                                               |                                     | 志津川町総合体育館（ベイサイドアリーナ） 観客数: 1,300人 主審: 村上成司 副審: 佐々木功 |

#### 2月9日
| #551 | 2002年2月9日 13:00 |                            |                               |                                     |                                                                            |
| #551 | 2002年2月9日 13:00 | 東洋紡オーキス （3勝10敗） | 0 - 3 (19-25) (24-26) (19-25) | デンソー・エアリービーズ （4勝8敗） | 山鹿市総合体育館（カルチャースポーツセンター） 主審: 塚本健 副審: 代居正巳 |
| #551 | 2002年2月9日 13:00 |                            |                               |                                     | 山鹿市総合体育館（カルチャースポーツセンター） 主審: 塚本健 副審: 代居正巳 |

| #552 | 2002年2月9日 14:50 |                            |                                       |                            |                                                                                              |
| #552 | 2002年2月9日 14:50 | JTマーヴェラス （1勝11敗） | 1 - 3 (20-25) (22-25) (25-22) (18-25) | 東レ・アローズ （10勝1敗） | 山鹿市総合体育館（カルチャースポーツセンター） 観客数: 2,542人 主審: 中馬義朗 副審: 山田禎郎 |
| #552 | 2002年2月9日 14:50 |                            |                                       |                            | 山鹿市総合体育館（カルチャースポーツセンター） 観客数: 2,542人 主審: 中馬義朗 副審: 山田禎郎 |

#### 2月10日
| #553 | 2002年2月10日 13:00 |                           |                               |                              |                                                                                    |
| #553 | 2002年2月10日 13:00 | 武富士バンブー （4勝8敗） | 3 - 0 (25-23) (25-20) (25-22) | NECレッドロケッツ （7勝5敗） | 駒沢オリンピック公園総合運動場体育館 観客数: 3,600人 主審: 大塚達也 副審: 堀越由高 |
| #553 | 2002年2月10日 13:00 |                           |                               |                              | 駒沢オリンピック公園総合運動場体育館 観客数: 3,600人 主審: 大塚達也 副審: 堀越由高 |

| #554 | 2002年2月10日 14:56 |                                       |                                               |                                           |                                                                                  |
| #554 | 2002年2月10日 14:56 | パイオニアレッドウィングス （8勝4敗） | 2 - 3 (19-25) (25-15) (19-25) (25-15) (12-15) | 久光製薬スプリングアタッカーズ （9勝3敗） | 駒沢オリンピック公園総合運動場体育館 観客数: 4,964人 主審: 小林朝実 副審: 冨田満 |
| #554 | 2002年2月10日 14:56 |                                       |                                               |                                           | 駒沢オリンピック公園総合運動場体育館 観客数: 4,964人 主審: 小林朝実 副審: 冨田満 |

| #555 | 2002年2月10日 13:00 |                            |                               |                            |                                                                |
| #555 | 2002年2月10日 13:00 | 東洋紡オーキス （4勝10敗） | 3 - 0 (31-29) (25-23) (25-21) | 東レ・アローズ （10勝2敗） | 八代市総合体育館 観客数: 2,809人 主審: 中馬義朗 副審: 代居正巳 |
| #555 | 2002年2月10日 13:00 |                            |                               |                            | 八代市総合体育館 観客数: 2,809人 主審: 中馬義朗 副審: 代居正巳 |

| #556 | 2002年2月10日 15:05 |                            |                                       |                       |                                                              |
| #556 | 2002年2月10日 15:05 | JTマーヴェラス （1勝12敗） | 2 - 3 (21-25) (25-22) (25-16) (12-15) | シーガルズ （9勝4敗） | 八代市総合体育館 観客数: 3,031人 主審: 塚本健 副審: 山田禎郎 |
| #556 | 2002年2月10日 15:05 |                            |                                       |                       | 八代市総合体育館 観客数: 3,031人 主審: 塚本健 副審: 山田禎郎 |

#### 2月11日
| #557 | 2002年2月11日 13:00 |                                           |                       |                              |                                                                                  |
| #557 | 2002年2月11日 13:00 | 久光製薬スプリングアタッカーズ （9勝4敗） | 0 - 3 (25-25) (15-15) | NECレッドロケッツ （8勝5敗） | 駒沢オリンピック公園総合運動場体育館 観客数: 3,500人 主審: 勝又正 副審: 大塚達也 |
| #557 | 2002年2月11日 13:00 |                                           |                       |                              | 駒沢オリンピック公園総合運動場体育館 観客数: 3,500人 主審: 勝又正 副審: 大塚達也 |

| #558 | 2002年2月11日 14:55 |                           |                               |                                       |                                                                                    |
| #558 | 2002年2月11日 14:55 | 武富士バンブー （4勝9敗） | 0 - 3 (21-25) (14-25) (23-25) | パイオニアレッドウィングス （9勝4敗） | 駒沢オリンピック公園総合運動場体育館 観客数: 4,462人 主審: 小林朝実 副審: 田中利昭 |
| #558 | 2002年2月11日 14:55 |                           |                               |                                       | 駒沢オリンピック公園総合運動場体育館 観客数: 4,462人 主審: 小林朝実 副審: 田中利昭 |

| #559 | 2002年2月11日 14:00 |                            |                                       |                       |                                                                |
| #559 | 2002年2月11日 14:00 | 東レ・アローズ （11勝2敗） | 3 - 1 (25-23) (26-28) (25-23) (25-20) | シーガルズ （9勝5敗） | 人吉スポーツパレス 観客数: 2,327人 主審: 塚本健 副審: 中馬義朗 |
| #559 | 2002年2月11日 14:00 |                            |                                       |                       | 人吉スポーツパレス 観客数: 2,327人 主審: 塚本健 副審: 中馬義朗 |

| #560 | 2002年2月11日 16:20 |                                     |                                       |                            |                                                                  |
| #560 | 2002年2月11日 16:20 | デンソー・エアリービーズ （4勝9敗） | 1 - 3 (25-23) (24-26) (25-27) (21-25) | JTマーヴェラス （2勝12敗） | 人吉スポーツパレス 観客数: 2,645人 主審: 代居正巳 副審: 山田禎郎 |
| #560 | 2002年2月11日 16:20 |                                     |                                       |                            | 人吉スポーツパレス 観客数: 2,645人 主審: 代居正巳 副審: 山田禎郎 |

#### 2月16日
| #561 | 2002年2月16日 15:30 |                                      |                               |                                        |                                                                  |
| #561 | 2002年2月16日 15:30 | デンソー・エアリービーズ （4勝10敗） | 0 - 3 (17-25) (25-27) (21-25) | パイオニアレッドウィングス （10勝4敗） | 八尾市立総合体育館 観客数: 1,300人 主審: 高橋憲太郎 副審: 江下毅 |
| #561 | 2002年2月16日 15:30 |                                      |                               |                                        | 八尾市立総合体育館 観客数: 1,300人 主審: 高橋憲太郎 副審: 江下毅 |

| #562 | 2002年2月16日 17:21 |                            |                                       |                            |                                                                  |
| #562 | 2002年2月16日 17:21 | 東洋紡オーキス （5勝10敗） | 3 - 1 (25-19) (22-25) (25-17) (25-23) | JTマーヴェラス （2勝13敗） | 八尾市立総合体育館 観客数: 1,300人 主審: 田野敏彦 副審: 大塚春夫 |
| #562 | 2002年2月16日 17:21 |                            |                                       |                            | 八尾市立総合体育館 観客数: 1,300人 主審: 田野敏彦 副審: 大塚春夫 |

#### 2月17日
| #563 | 2002年2月17日 13:00 |                                            |                                               |                            |                                                              |
| #563 | 2002年2月17日 13:00 | 久光製薬スプリングアタッカーズ （10勝4敗） | 3 - 2 (22-25) (18-25) (25-18) (25-17) (15-10) | 武富士バンブー （4勝10敗） | 金沢市総合体育館 観客数: 4,000人 主審: 三見洋子 副審: 藤井孝 |
| #563 | 2002年2月17日 13:00 |                                            |                                               |                            | 金沢市総合体育館 観客数: 4,000人 主審: 三見洋子 副審: 藤井孝 |

| #564 | 2002年2月17日 15:30 |                              |                                       |                            |                                                                |
| #564 | 2002年2月17日 15:30 | NECレッドロケッツ （8勝6敗） | 2 - 3 (23-25) (25-18) (25-17) (14-16) | 東レ・アローズ （12勝2敗） | 金沢市総合体育館 観客数: 4,000人 主審: 西川友之 副審: 江下雅宏 |
| #564 | 2002年2月17日 15:30 |                              |                                       |                            | 金沢市総合体育館 観客数: 4,000人 主審: 西川友之 副審: 江下雅宏 |

#### 2月23日
| #565 | 2002年2月23日 14:00 |                                      |                               |                                            |                                                              |
| #565 | 2002年2月23日 14:00 | デンソー・エアリービーズ （4勝11敗） | 0 - 3 (20-25) (17-25) (24-26) | 久光製薬スプリングアタッカーズ （11勝4敗） | 佐賀県総合体育館 観客数: 2,250人 主審: 塚本健 副審: 代居正巳 |
| #565 | 2002年2月23日 14:00 |                                      |                               |                                            | 佐賀県総合体育館 観客数: 2,250人 主審: 塚本健 副審: 代居正巳 |

| #566 | 2002年2月23日 15:55 |                              |                               |                       |                                                                |
| #566 | 2002年2月23日 15:55 | NECレッドロケッツ （9勝6敗） | 3 - 0 (25-22) (25-17) (25-23) | シーガルズ （9勝6敗） | 佐賀県総合体育館 観客数: 2,250人 主審: 中馬義朗 副審: 加治健男 |
| #566 | 2002年2月23日 15:55 |                              |                               |                       | 佐賀県総合体育館 観客数: 2,250人 主審: 中馬義朗 副審: 加治健男 |

| #567 | 2002年2月23日 14:10 |                                        |                                       |                            |                                                            |
| #567 | 2002年2月23日 14:10 | パイオニアレッドウィングス （11勝4敗） | 3 - 1 (25-21) (23-25) (26-24) (25-18) | JTマーヴェラス （2勝14敗） | 徳島市立体育館 観客数: 2,800人 主審: 冨田満 副審: 大塚春夫 |
| #567 | 2002年2月23日 14:10 |                                        |                                       |                            | 徳島市立体育館 観客数: 2,800人 主審: 冨田満 副審: 大塚春夫 |

| #568 | 2002年2月23日 16:25 |                            |                               |                            |                                                              |
| #568 | 2002年2月23日 16:25 | 東レ・アローズ （13勝2敗） | 3 - 0 (25-12) (25-16) (25-17) | 武富士バンブー （4勝11敗） | 徳島市立体育館 観客数: 2,800人 主審: 伊藤博之 副審: 後藤孝志 |
| #568 | 2002年2月23日 16:25 |                            |                               |                            | 徳島市立体育館 観客数: 2,800人 主審: 伊藤博之 副審: 後藤孝志 |

#### 2月24日
| #569 | 2002年2月24日 13:00 |                        |                                       |                                            |                                                                |
| #569 | 2002年2月24日 13:00 | シーガルズ （10勝6敗） | 3 - 1 (21-25) (25-23) (25-14) (25-18) | 久光製薬スプリングアタッカーズ （11勝5敗） | 佐賀県総合体育館 観客数: 2,300人 主審: 加治健男 副審: 中馬義朗 |
| #569 | 2002年2月24日 13:00 |                        |                                       |                                            | 佐賀県総合体育館 観客数: 2,300人 主審: 加治健男 副審: 中馬義朗 |

| #570 | 2002年2月24日 15:15 |                               |                               |                                      |                                                              |
| #570 | 2002年2月24日 15:15 | NECレッドロケッツ （10勝6敗） | 3 - 0 (25-18) (25-15) (25-20) | デンソー・エアリービーズ （4勝12敗） | 佐賀県総合体育館 観客数: 2,300人 主審: 代居正巳 副審: 塚本健 |
| #570 | 2002年2月24日 15:15 |                               |                               |                                      | 佐賀県総合体育館 観客数: 2,300人 主審: 代居正巳 副審: 塚本健 |

| #571 | 2002年2月24日 13:00 |                                        |                               |                            |                                                              |
| #571 | 2002年2月24日 13:00 | パイオニアレッドウィングス （11勝5敗） | 0 - 3 (19-25) (23-25) (19-25) | 東レ・アローズ （14勝2敗） | 徳島市立体育館 観客数: 2,600人 主審: 伊藤博之 副審: 大塚春夫 |
| #571 | 2002年2月24日 13:00 |                                        |                               |                            | 徳島市立体育館 観客数: 2,600人 主審: 伊藤博之 副審: 大塚春夫 |

| #572 | 2002年2月24日 14:45 |                            |                                               |                            |                                                            |
| #572 | 2002年2月24日 14:45 | 東洋紡オーキス （6勝10敗） | 3 - 2 (21-25) (25-18) (22-25) (25-18) (15-10) | 武富士バンブー （4勝12敗） | 徳島市立体育館 観客数: 2,600人 主審: 冨田満 副審: 牛田耕司 |
| #572 | 2002年2月24日 14:45 |                            |                                               |                            | 徳島市立体育館 観客数: 2,600人 主審: 冨田満 副審: 牛田耕司 |

#### 2Legの結果
| 順位 | チーム名                       | 試合数 | 勝数 | 敗数 | 勝率  | 備考           |
| ---- | ------------------------------ | ------ | ---- | ---- | ----- | -------------- |
| 1    | 東レ・アローズ                 | 8      | 6    | 2    | 0.750 | セット率 2.000 |
| 2    | 久光製薬スプリングアタッカーズ | 8      | 6    | 2    | 0.750 | セット率 1.462 |
| 3    | シーガルズ                     | 8      | 6    | 2    | 0.750 | セット率 1.357 |
| 4    | NECレッドロケッツ              | 8      | 5    | 3    | 0.625 | セット率 2.111 |
| 5    | パイオニアレッドウィングス     | 8      | 5    | 3    | 0.625 | セット率 1.462 |
| 6    | 東洋紡オーキス                 | 8      | 3    | 5    | 0.375 |                |
| 7    | JTマーヴェラス                 | 8      | 2    | 6    | 0.250 | セット率 0.550 |
| 8    | デンソー・エアリービーズ       | 8      | 2    | 6    | 0.250 | 0.400          |
| 9    | 武富士バンブー                 | 8      | 1    | 7    | 0.125 |                |

### レギュラーラウンドの結果
| 順位 | チーム名                       | 試合数 | 勝数 | 敗数 | 勝率  | 備考           |
| ---- | ------------------------------ | ------ | ---- | ---- | ----- | -------------- |
| 1    | 東レ・アローズ                 | 16     | 14   | 2    | 0.875 |                |
| 2    | パイオニアレッドウィングス     | 16     | 11   | 5    | 0.688 | セット率 1.625 |
| 3    | 久光製薬スプリングアタッカーズ | 16     | 11   | 5    | 0.688 | セット率 1.286 |
| 4    | NECレッドロケッツ              | 16     | 10   | 6    | 0.625 | セット率 1.857 |
| 5    | シーガルズ                     | 16     | 10   | 6    | 0.625 | セット率 1.259 |
| 6    | 東洋紡オーキス                 | 16     | 6    | 10   | 0.375 |                |
| 7    | 武富士バンブー                 | 16     | 4    | 12   | 0.250 | セット率 0.590 |
| 8    | デンソー・エアリービーズ       | 16     | 4    | 12   | 0.250 | セット率 0.475 |
| 9    | JTマーヴェラス                 | 16     | 2    | 14   | 0.125 |                |

### ファイナルラウンド

#### 3月8日
| #573 | 2002年3月8日 16:06 |                                             |                               |                                          |                                                                |
| #573 | 2002年3月8日 16:06 | NECレッドロケッツ （レギュラーラウンド4位） | 3 - 0 (25-22) (25-17) (25-22) | 東レ・アローズ （レギュラーラウンド1位） | 大阪市中央体育館 観客数: 2,600人 主審: 田野敏彦 副審: 印藤智一 |
| #573 | 2002年3月8日 16:06 |                                             |                               |                                          | 大阪市中央体育館 観客数: 2,600人 主審: 田野敏彦 副審: 印藤智一 |

| #574 | 2002年3月8日 18:00 |                                                          |                                       |                                                      |                                                                      |
| #574 | 2002年3月8日 18:00 | 久光製薬スプリングアタッカーズ （レギュラーラウンド3位） | 3 - 1 (25-20) (25-18) (21-25) (25-21) | パイオニアレッドウィングス （レギュラーラウンド2位） | 大阪市中央体育館 観客数: 2,600人 主審: KIM YOUNG - IL 副審: 伊藤博之 |
| #574 | 2002年3月8日 18:00 |                                                          |                                       |                                                      | 大阪市中央体育館 観客数: 2,600人 主審: KIM YOUNG - IL 副審: 伊藤博之 |

#### 3月9日
| #575 | 2002年3月9日 |                                                          |                                               |                                          |                                                                      |
| #575 | 2002年3月9日 | 久光製薬スプリングアタッカーズ （レギュラーラウンド3位） | 3 - 2 (14-25) (20-25) (27-25) (25-23) (20-18) | 東レ・アローズ （レギュラーラウンド1位） | 大阪市中央体育館 観客数: 3,100人 主審: 田野昭彦 副審: KIM YOUNG - IL |
| #575 | 2002年3月9日 |                                                          |                                               |                                          | 大阪市中央体育館 観客数: 3,100人 主審: 田野昭彦 副審: KIM YOUNG - IL |

| #576 | 2002年3月9日 14:45 |                                             |                                              |                                                      |                                                                |
| #576 | 2002年3月9日 14:45 | NECレッドロケッツ （レギュラーラウンド4位） | 2 - 3 (23-25) (25-21) (23-25) (25-16) (9-15) | パイオニアレッドウィングス （レギュラーラウンド2位） | 大阪市中央体育館 観客数: 3,100人 主審: 印藤智一 副審: 田野敏彦 |
| #576 | 2002年3月9日 14:45 |                                             |                                              |                                                      | 大阪市中央体育館 観客数: 3,100人 主審: 印藤智一 副審: 田野敏彦 |

#### 3月10日
準決勝
| #577 | 2002年3月10日 11:00 |                                                      |                               |                                          |                                                                      |
| #577 | 2002年3月10日 11:00 | パイオニアレッドウィングス （レギュラーラウンド2位） | 3 - 0 (25-18) (28-26) (25-19) | 東レ・アローズ （レギュラーラウンド1位） | 大阪市中央体育館 観客数: 3,800人 主審: KIM YOUNG - IL 副審: 田野昭彦 |
| #577 | 2002年3月10日 11:00 |                                                      |                               |                                          | 大阪市中央体育館 観客数: 3,800人 主審: KIM YOUNG - IL 副審: 田野昭彦 |

決勝
| #578 | 2002年3月10日 14:40 |                                                          |                               |                                             |                                                                |
| #578 | 2002年3月10日 14:40 | 久光製薬スプリングアタッカーズ （レギュラーラウンド3位） | 3 - 1 (25-19) (16-25) (25-19) | NECレッドロケッツ （レギュラーラウンド4位） | 大阪市中央体育館 観客数: 3,800人 主審: 伊藤博之 副審: 印藤智一 |
| #578 | 2002年3月10日 14:40 |                                                          |                               |                                             | 大阪市中央体育館 観客数: 3,800人 主審: 伊藤博之 副審: 印藤智一 |

### 最終順位
| 順位   | チーム名                       | 備考     |
| ------ | ------------------------------ | -------- |
| 優勝   | 久光製薬スプリングアタッカーズ |          |
| 準優勝 | NECレッドロケッツ              |          |
| 3      | パイオニアレッドウィングス     |          |
| 4      | 東レ・アローズ                 |          |
| 5      | シーガルズ                     |          |
| 6      | 東洋紡オーキス                 |          |
| 7      | 武富士バンブー                 |          |
| 8      | デンソー・エアリービーズ       | 入替戦へ |
| 9      | JTマーヴェラス                 | 入替戦へ |

### 個人賞
| No. | 賞名             | 受賞者                 | 所属チーム                     | 備考                |
| --- | ---------------- | ---------------------- | ------------------------------ | ------------------- |
| 1   | 優勝監督賞       | アビタル・セリンジャー | 久光製薬スプリングアタッカーズ |                     |
| 2   | 最高殊勲選手賞   | 先野久美子             | 久光製薬スプリングアタッカーズ |                     |
| 3   | 敢闘賞           | 高橋みゆき             | NECレッドロケッツ              |                     |
| 4   | 最優秀新人賞     | 冨田寧寧               | 東レ・アローズ                 |                     |
| 5   | ベスト6          | 熊前知加子             | 東レ・アローズ                 |                     |
| 5   | ベスト6          | 杉山祥子               | NECレッドロケッツ              |                     |
| 5   | ベスト6          | 椿本真恵               | パイオニアレッドウィングス     |                     |
| 5   | ベスト6          | 先野久美子             | 久光製薬スプリングアタッカーズ |                     |
| 5   | ベスト6          | 高橋みゆき             | NECレッドロケッツ              |                     |
| 5   | ベスト6          | 鶴田桂子               | 久光製薬スプリングアタッカーズ |                     |
| 6   | ベストリベロ賞   | 高橋幸子               | 久光製薬スプリングアタッカーズ |                     |
| 7   | レシーブ賞       | 木村久美               | 東レ・アローズ                 |                     |
| 8   | 得点王           | 熊前知加子             | 東レ・アローズ                 | 総得点=349点        |
| 9   | スパイク賞       | 杉山祥子               | NECレッドロケッツ              | 決定率=52.4%        |
| 10  | ブロック賞       | ダニエル・スコット     | パイオニアレッドウィングス     | 決定本数=1.08本/set |
| 11  | サーブ賞         | 大貫美奈子             | NECレッドロケッツ              | 効果率=14.2%        |
| 12  | サーブレシーブ賞 | 田中姿子               | NECレッドロケッツ              | 成功率=86.0%        |

### Vリーグ出場決定戦（入替戦）

#### 3月16日
| #579 | 2001年3月16日 |                               |                                              |                          |                        |
| #579 | 2001年3月16日 | JTマーヴェラス （Vリーグ9位） | 2 - 3 (23-25) (25-22) (28-30) (25-23) (6-15) | 日立佐和 （V1リーグ1位） | グリアス田代（秋田県） |
| #579 | 2001年3月16日 |                               |                                              |                          | グリアス田代（秋田県） |

| #580 | 2001年3月16日 |                                         |                               |                           |                        |
| #580 | 2001年3月16日 | デンソー・エアリービーズ （Vリーグ8位） | 3 - 0 (25-18) (25-21) (25-22) | NTT西日本 （V1リーグ2位） | グリアス田代（秋田県） |
| #580 | 2001年3月16日 |                                         |                               |                           | グリアス田代（秋田県） |

#### 3月17日
| #581 | 2001年3月17日 |                               |                                       |                                    |                        |
| #581 | 2001年3月17日 | JTマーヴェラス （Vリーグ9位） | 1 - 3 (15-25) (25-20) (18-25) (21-25) | 日立佐和リヴァーレ （V1リーグ1位） | グリアス田代（秋田県） |
| #581 | 2001年3月17日 |                               |                                       |                                    | グリアス田代（秋田県） |

| #582 | 2001年3月17日 |                                         |                                       |                           |                        |
| #582 | 2001年3月17日 | デンソー・エアリービーズ （Vリーグ8位） | 3 - 1 (29-27) (16-25) (25-23) (25-22) | NTT西日本 （V1リーグ2位） | グリアス田代（秋田県） |
| #582 | 2001年3月17日 |                                         |                                       |                           | グリアス田代（秋田県） |

この結果、デンソーが次期Vリーグ残留を、日立佐和が昇格を決めた。